# Живопис бароко
Живопис баро́ко — живопис періоду кінця XVI — 1-ї половини XVIII століття (доби бароко)

## Класифікація
Період розвитку бароко в живопису не збігається з розподілом політичним. Дослідники вважають, що полемічно цей період розділений на Контрреформацію, очолену Римом, і Абсолютизм, характерний зразок якого виник у Франції XVII століття за короля — сонце.

### Велична манера і демократичний караваджизм

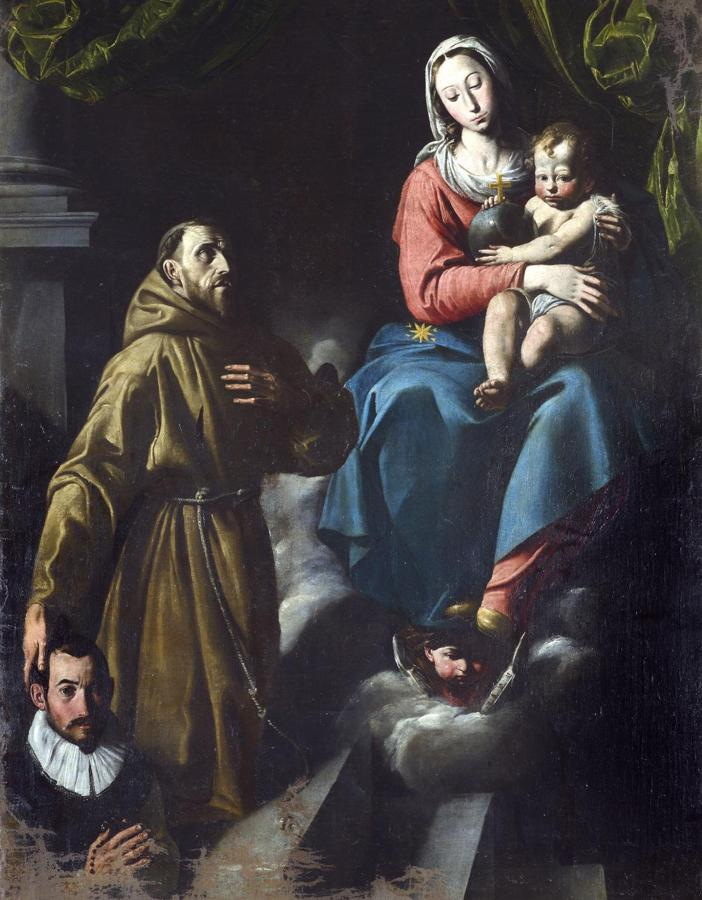
Танціо да Варалло. « Мадонна з немовлям, св. Франциском і донатором», бл. 1615 р.

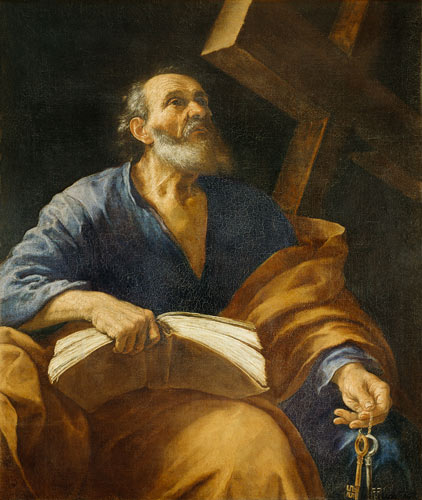
Паоло Безенці. Апостол Петро. Галерея Уффіці

У Римі, офіційній столиці папи римського, склалася так звана Велична манера в живописі («maniera grande»). Цей живопис був абсолютно пов'язаний з історичним і міфологічним жанром. А втілення сюжетів обумовлювало античні чи біблійні теми в ідеальному оточенні, з ідеальними фігурами, штучно очищеними від побутовості. Герої були величні, вічно молоді, повні здоров'я і бадьорості, рухались чи стояли в величних позах і з величними ж жестами. Приклади Величної манери дали у XVII столітті художники П'єтро да Кортона, Аннібалє Каррачі, Гвідо Рені, Гверчіно, Сімоне Кантаріні. Велична манера славила католицьких святих, папу римського, давньоримських імператорів і сучасних володарів. В орбіту Величної манери були втягнуті стінописи (фрески) в церквах і в палацах, вівтарний живопис і релігійна картина, офіційний парадний портрет. Офіційну лінію втілювали митці, що обслуговували папський двір.

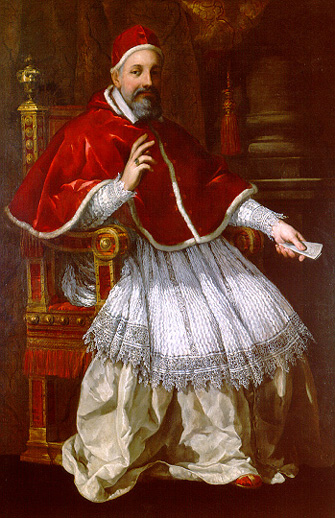
П'єтро да Кортона.Папа Урбан Восьмий Музей Капітоліні, Рим 1627
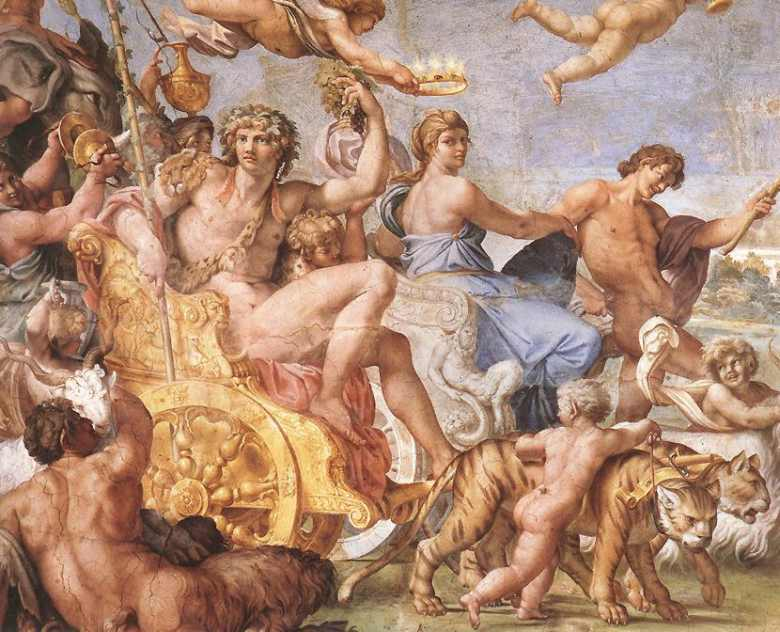
Аннібалє Каррачі . Тріумф Вакха і Аріадни.
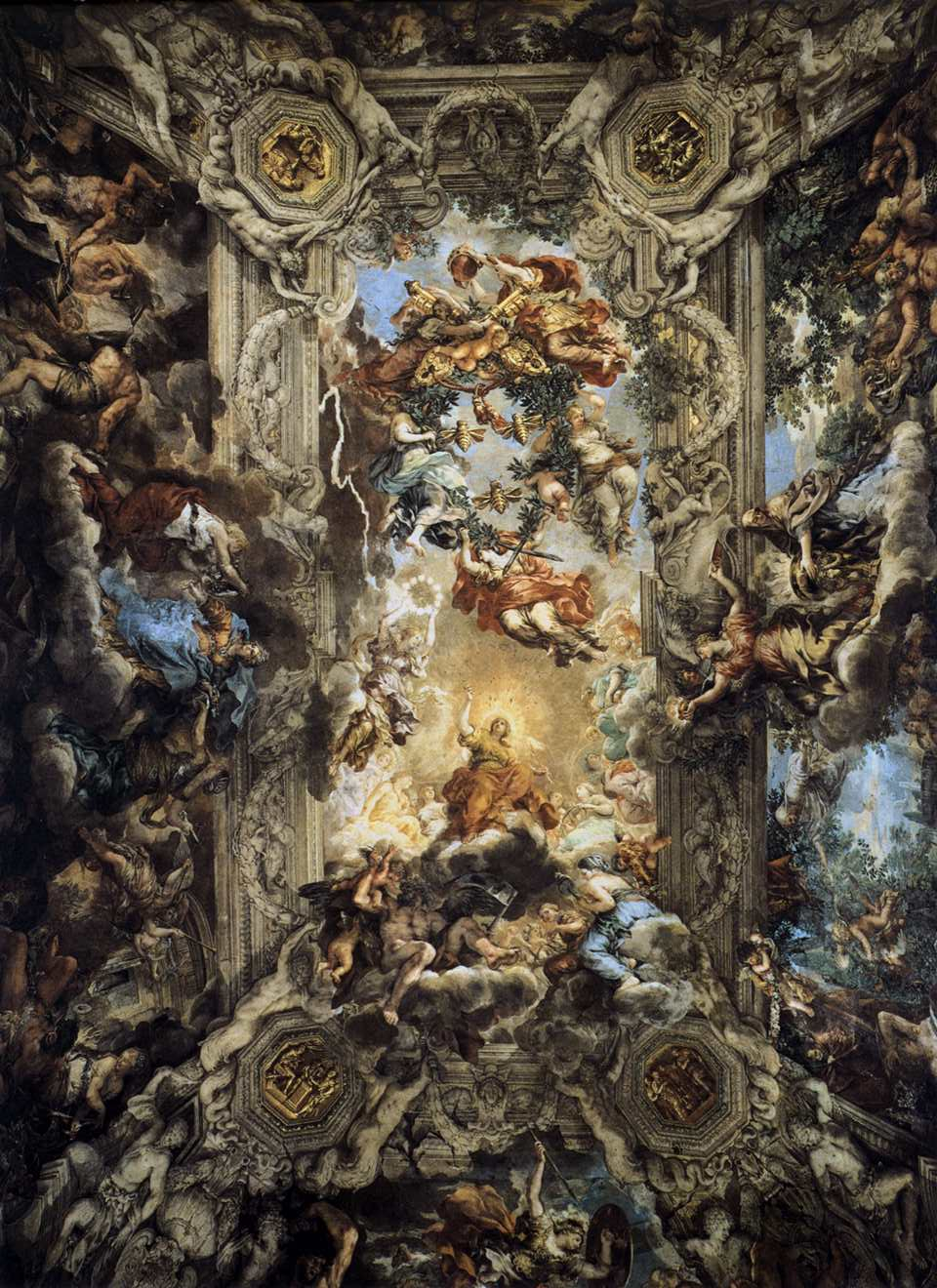
П'єтро да Кортона. Плафон палаццо Барберіні
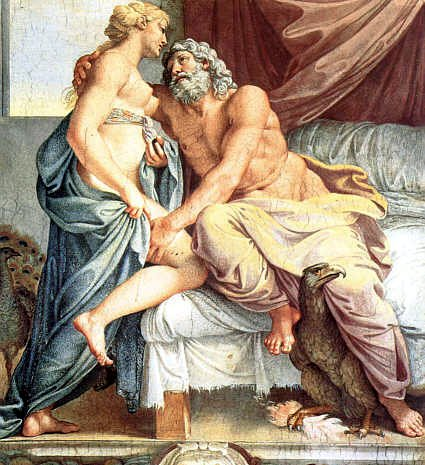
Аннібалє Каррачі. Юпітер з дружиною Юноною. Фреска
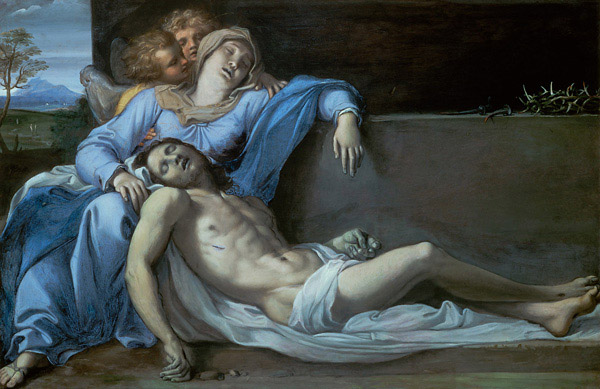
Аннібалє Каррачі. Оплакування Христа, Відень.
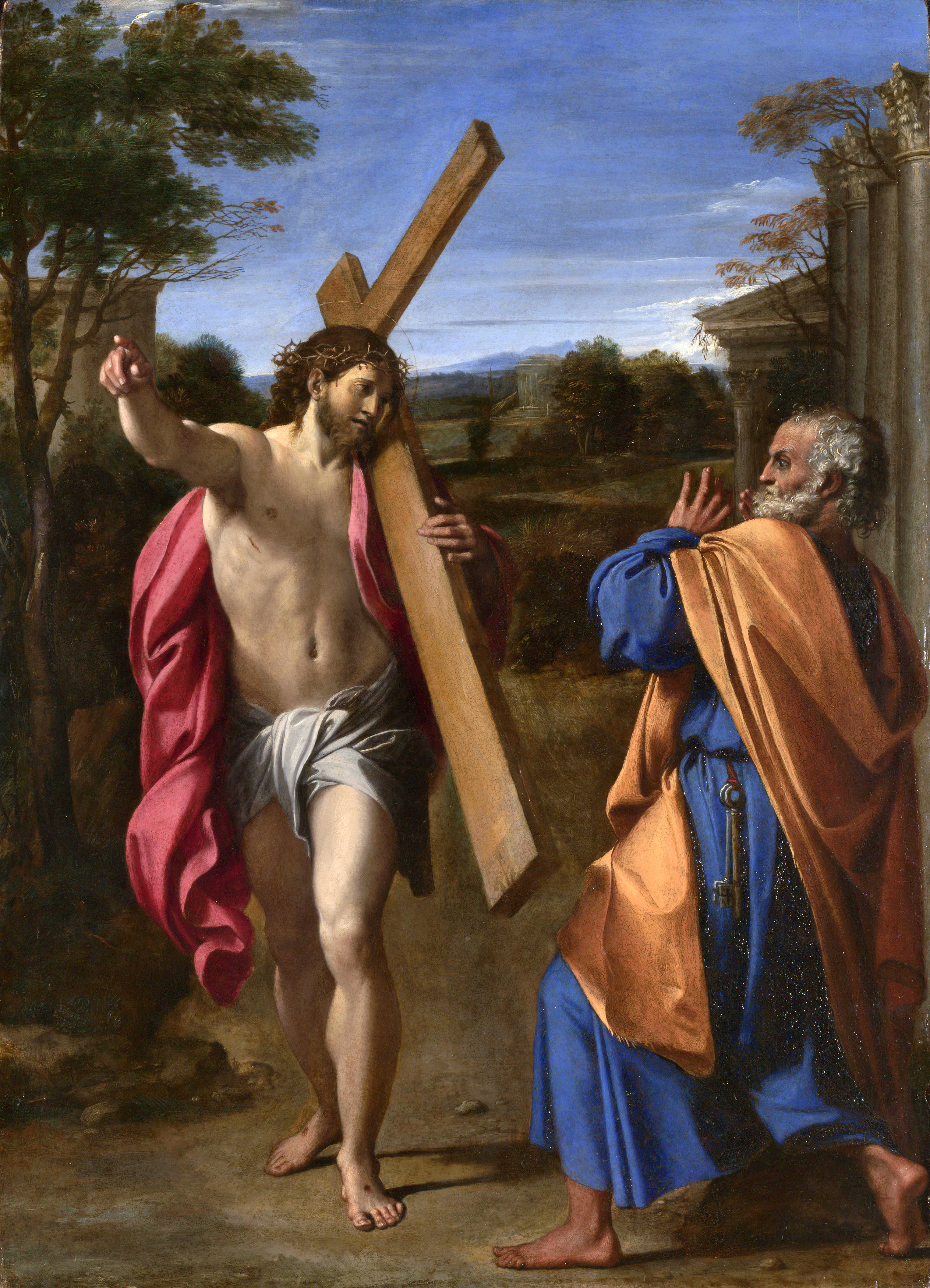
Аннібалє Каррачі. Куди прямуєш, Господи?, Нац.галерея, Лондон.
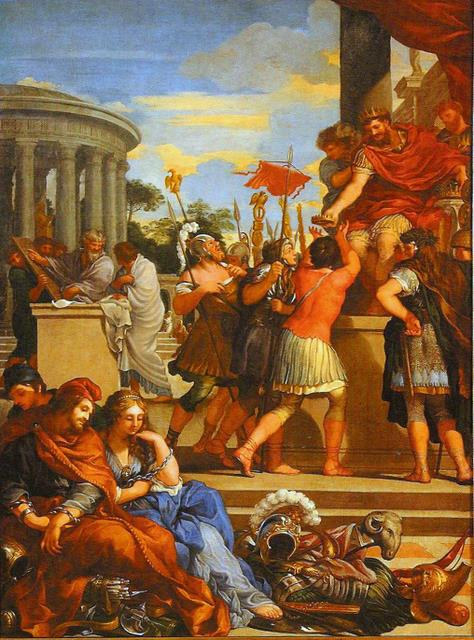
П'єтро да Кортона. Срібне століття, Сан Паулу, Бразилія
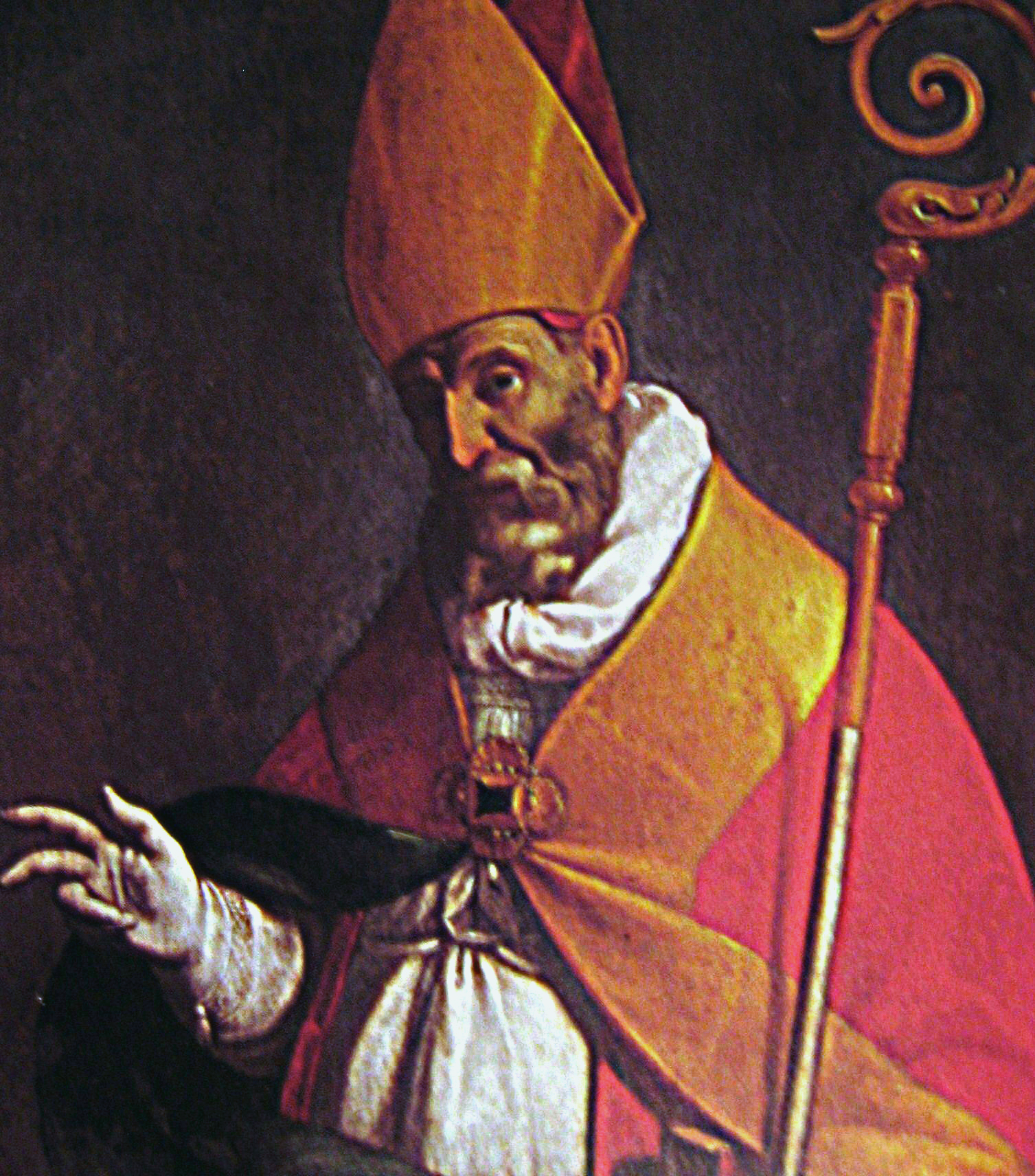
Карло Череза. Святий Нарно.

### Картини Мікеланджело да Караваджо

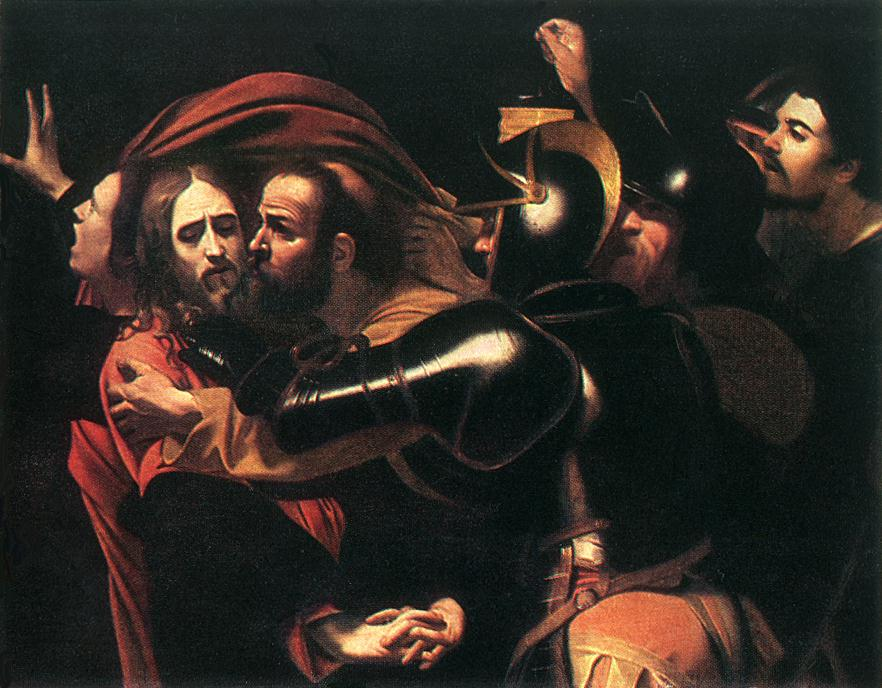
Христа беруть під варту(Поцілунок Іуди). Варіанти в Дубліні і Одесі
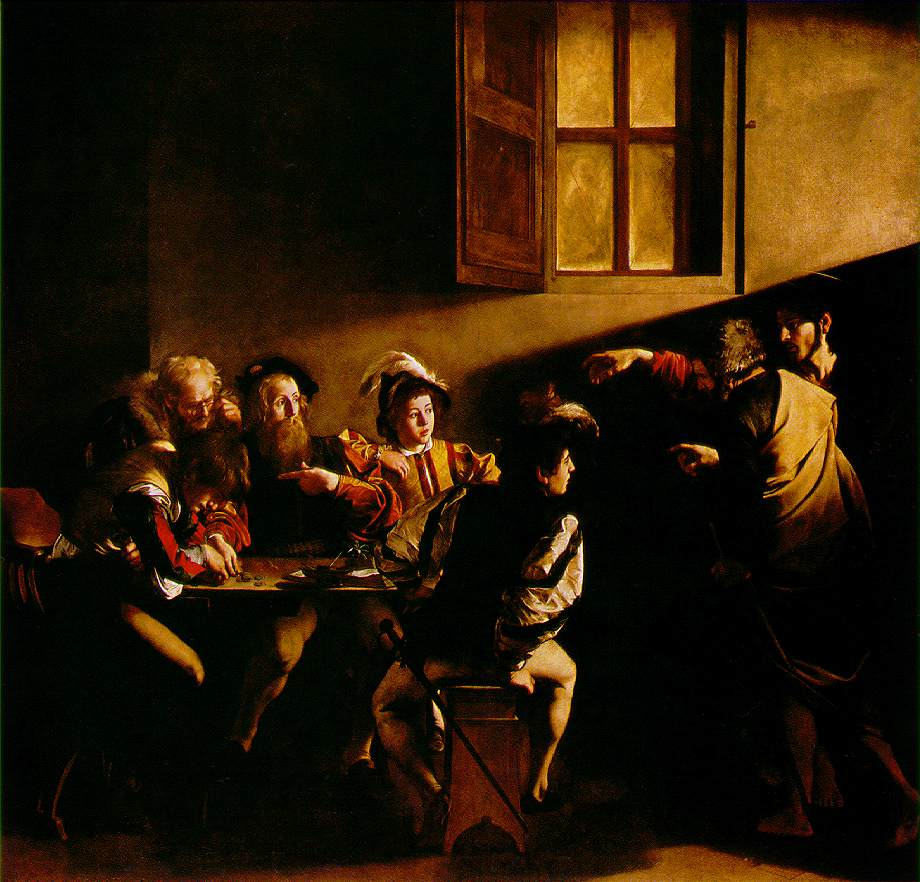
Христос обирає апостола Матвія
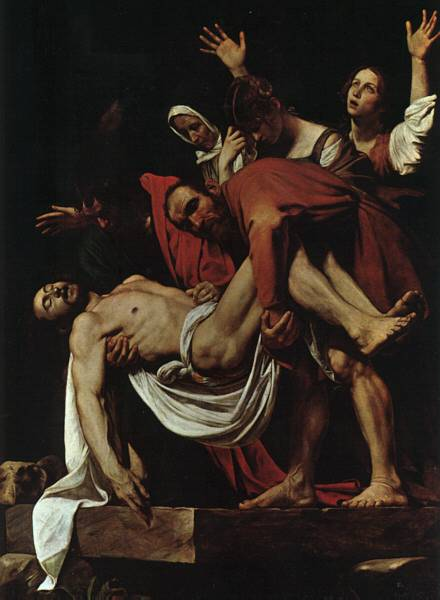
Покладання Христа у гроб, Ватикан.
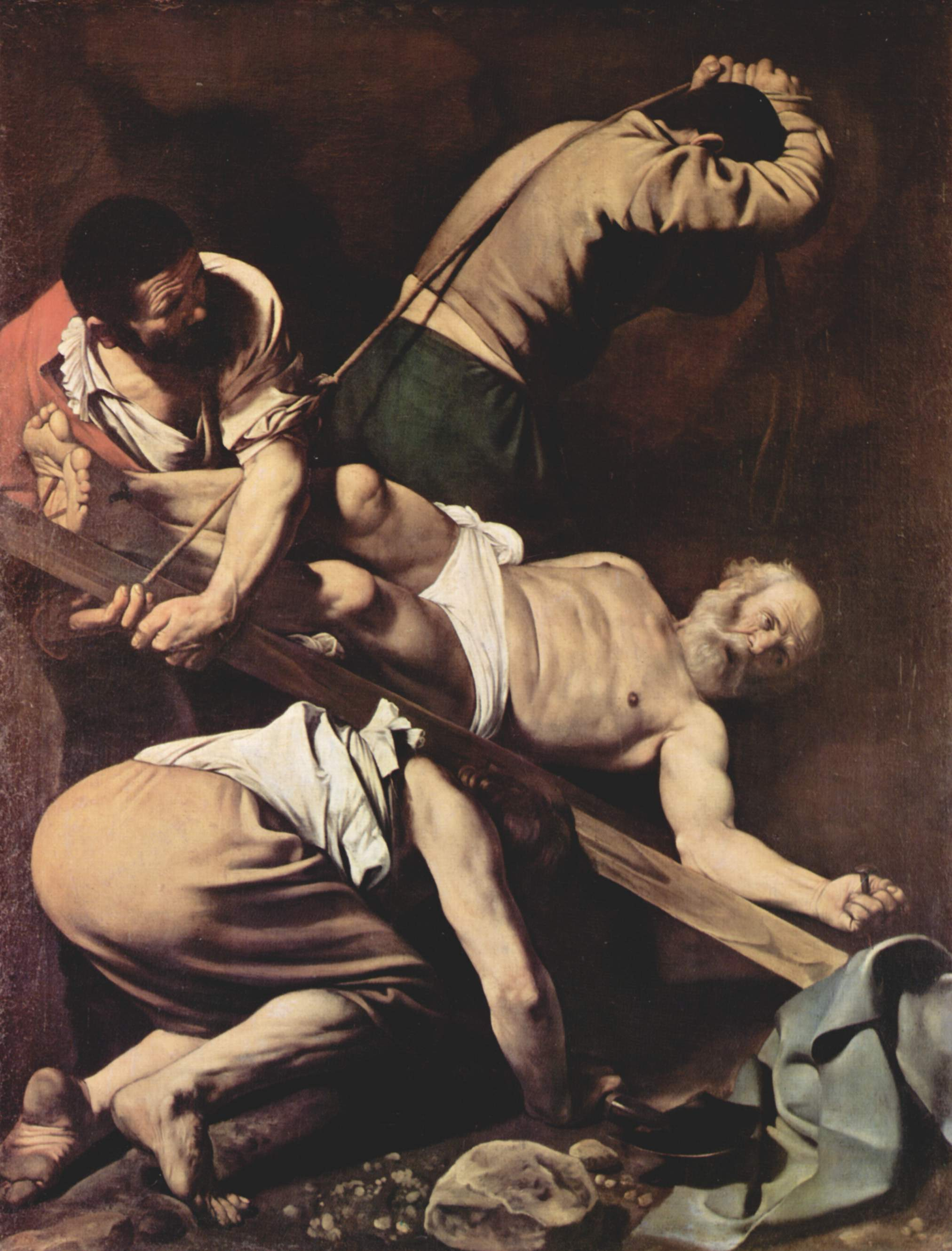
Мучеництво Св. Петра

### Римський караваджизм

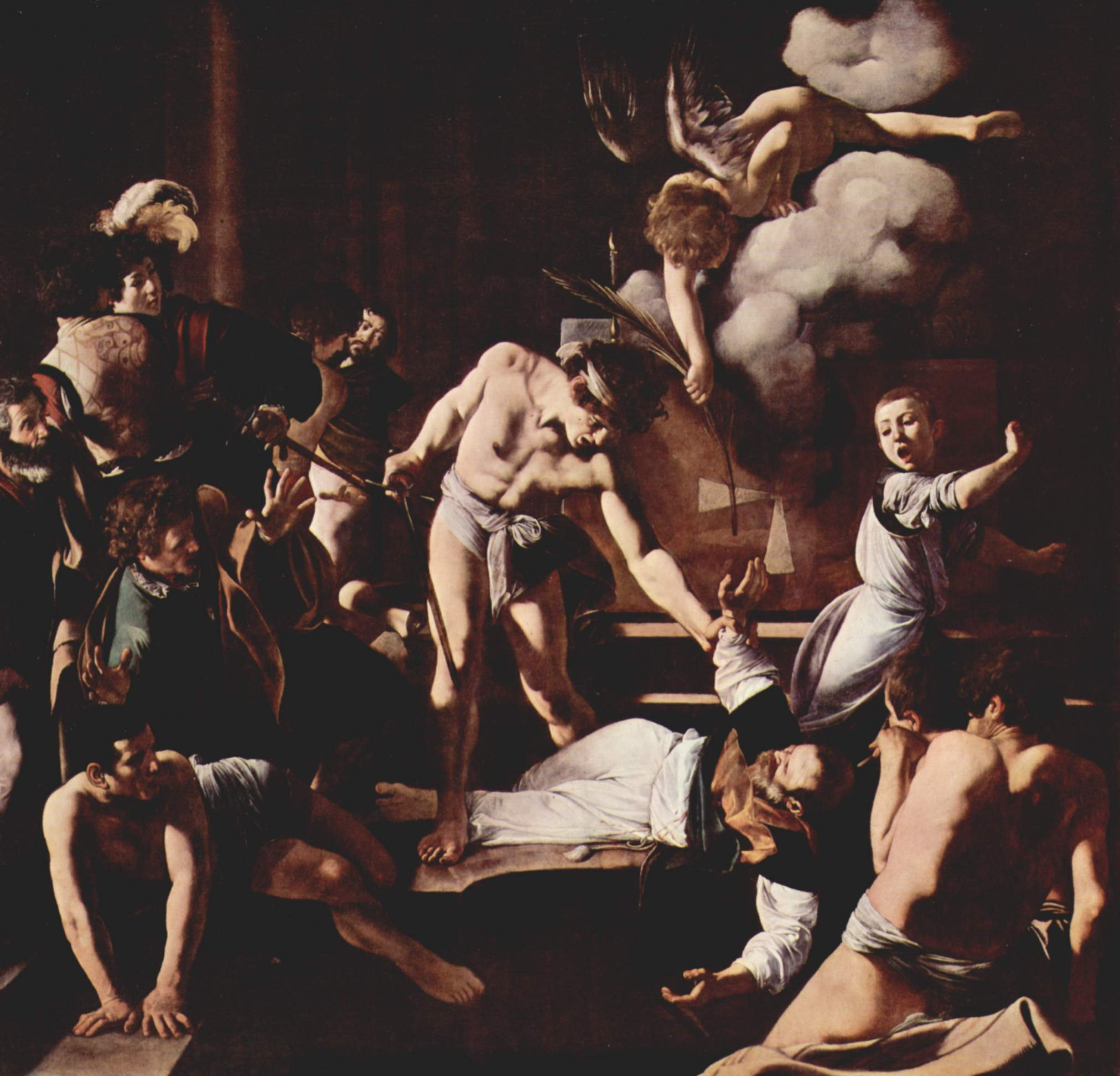
Караваджо. «Смерть Св. Матвія», 1600 рік, Рим.

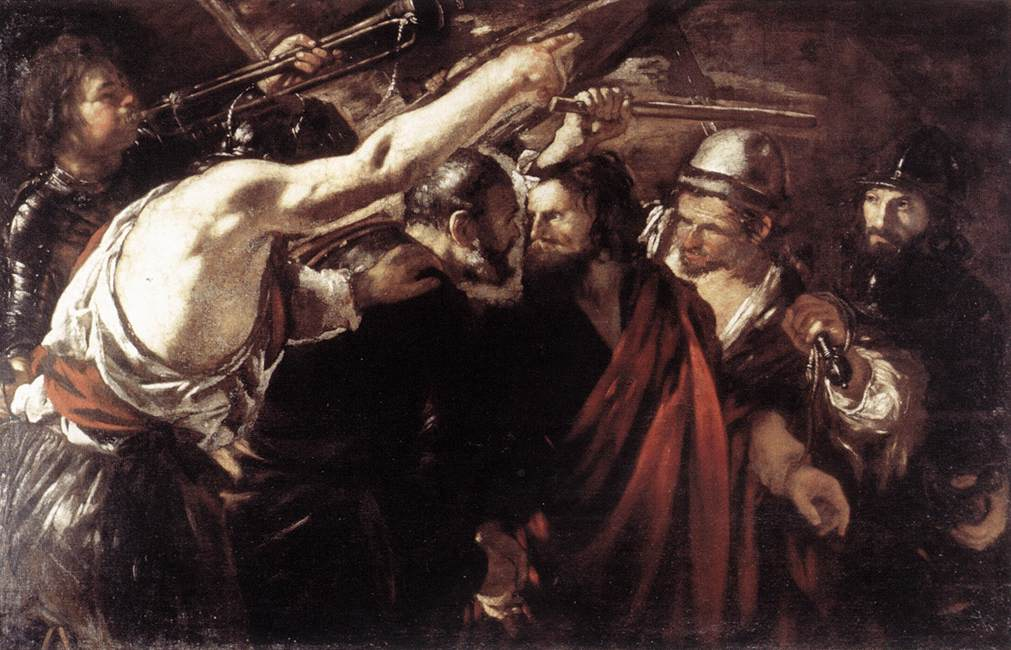
Джованні Серодіне. «Прощання апостолів Петра і Павла перед мучеництвом», бл. 1626 р., Національна галерея старовинного мистецтва, Рим

У тому ж Римі виникає і демократична гілка бароко, уособлена в творах Караваджо і його послідовників. Караваджо не співвідносив свої твори з вимогами аристократичного «Величного стилю», а наповнював їх справжніми почуттями демократичного, народного оточення, почуттями, які добре знав і сам. Тому такий справжній відчай у апостола в «Поцілунку Іуди», тому така щира несподіванка в «Обиранні Христом апостола Матвія», тому такий сум і скорбота в «Покладанні у гроб», бо ховають найкращого і незамінного, якому б ще жити на радість громади.
Караваджо — великий реаліст. Але він не створював фрески, не писав пейзажів і майже не робив офіційних портретів. Портрети, що Караваджо таки виконав по замові, стоять осторонь в його творчому надбанні і ніяк не пов'язані з Величною манерою, незважаючи на свій парадний характер (кардинал Маффео Барберіні, портрет Алофа де Віньякур з пажом).
Він також ніколи не був караваджистом. У картинах Караваджо гримить трагічна музика, котру відчули його творчі і багато обдаровані послідовники — Хосе де Рібера, Джованні Серодіне, Трохим Біго, Доменіко Фетті, Валантен де Булонь, Массімо Станціоне, кожний з котрих, однак, піде власним шляхом у творчості. Але їх коло в Італії було обмежене.

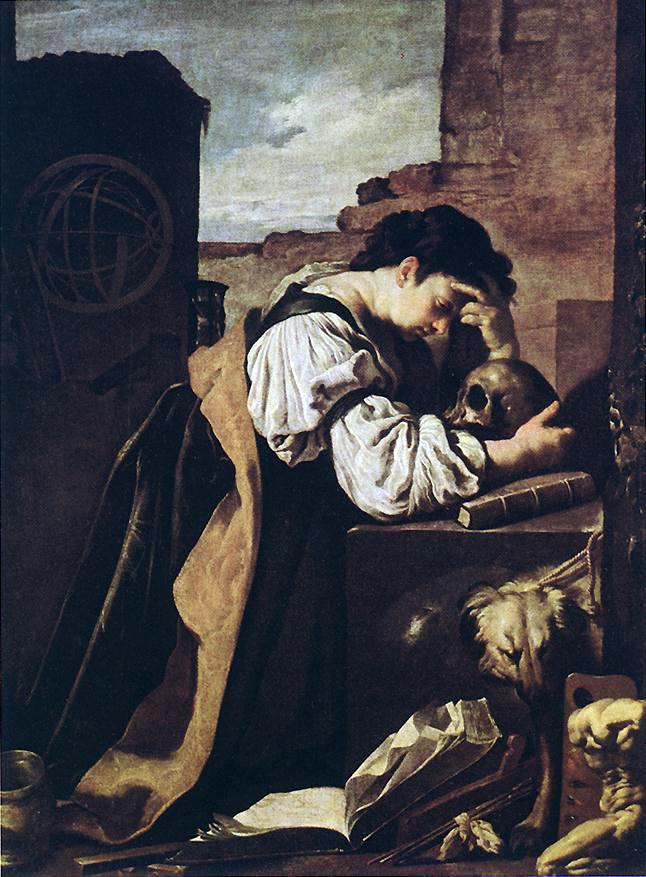
Меланхолія (Фетті)
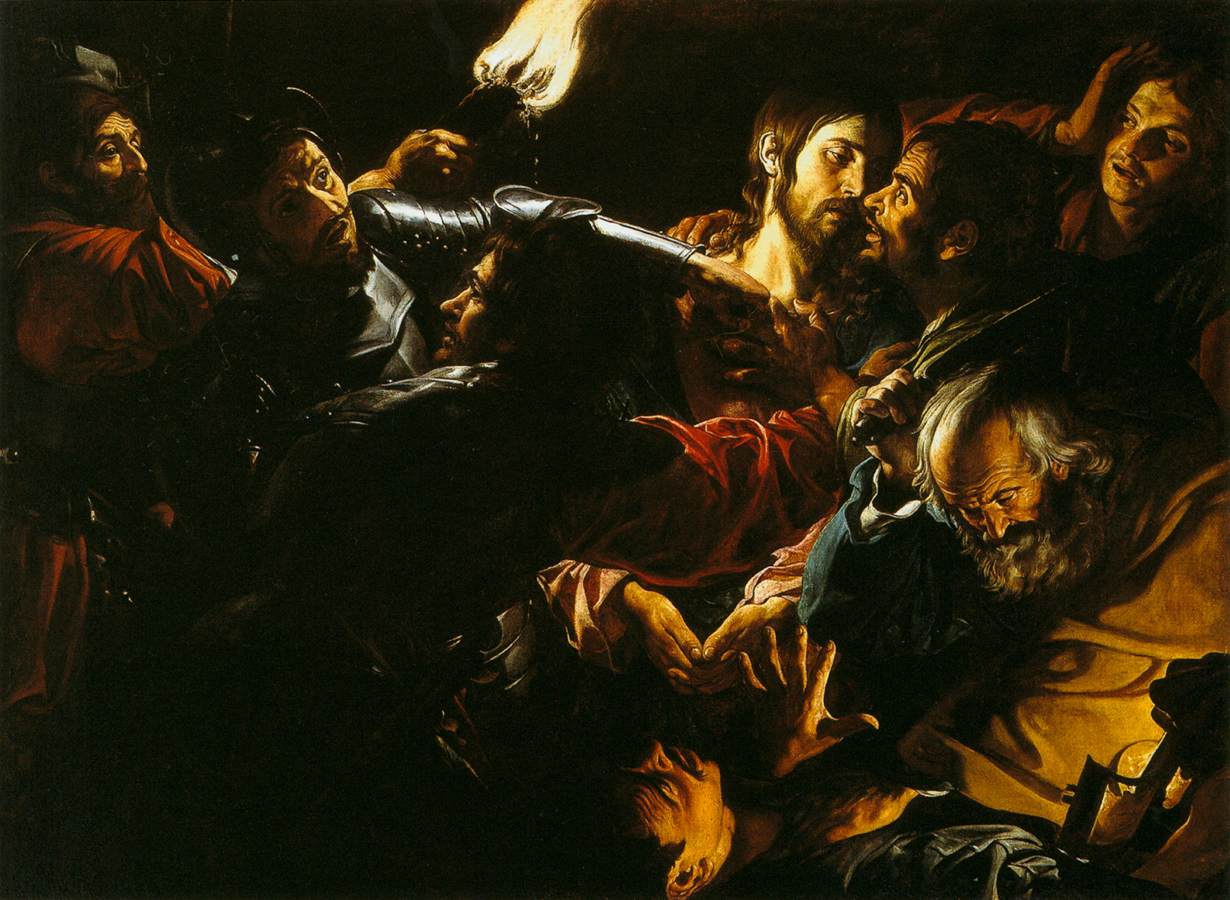
Худ. Жерар Дюфе, «Взяття Христа під варту», 1620 рік. Бостонський музей образотворчого мистецтва
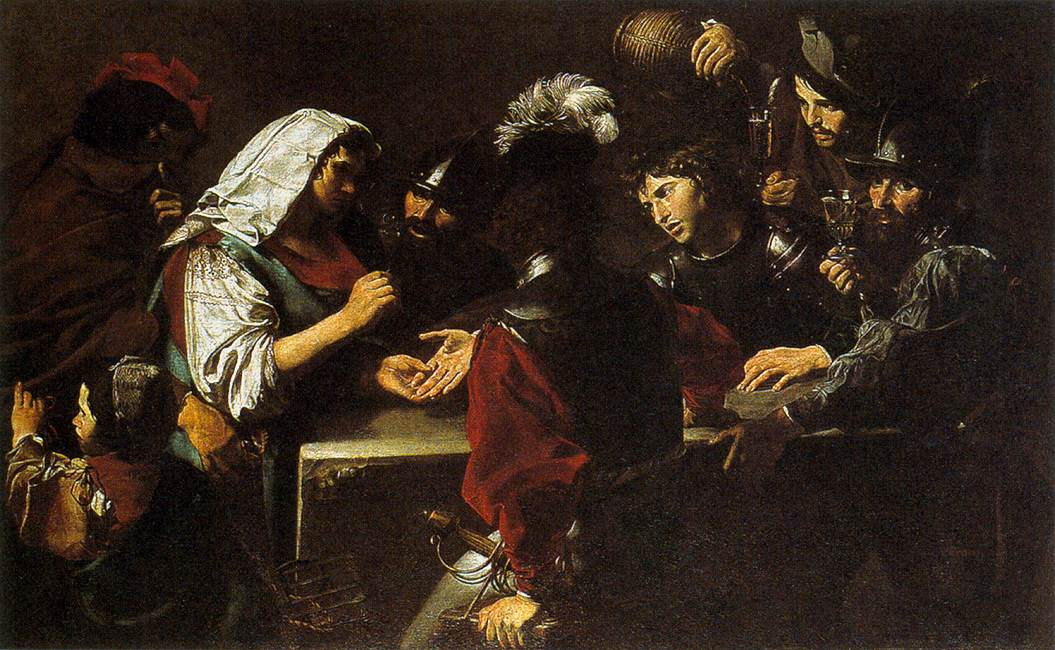
Валантен де Булонь. «Ворожка у караульні», 1620 р., США
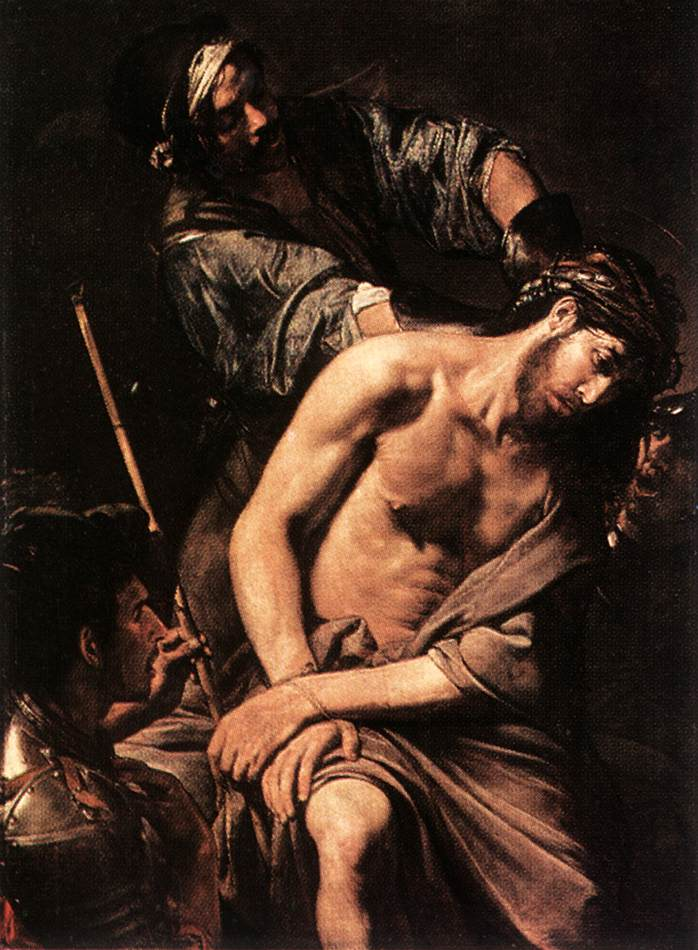
Валантен де Булонь. «Увінчання Христа терновим вінцем», Мюнхен.

Зазвичай його малообдаровані послідовники розкрадали знахідки Караваджо, його композиції, облегшували і емоційне навантаження, і сутність трагічних образів.
У більшості караваджистів — муркотять струни лютень і співають хвацьких чи солоденьких пісень посередності, інколи поряд з повіями.

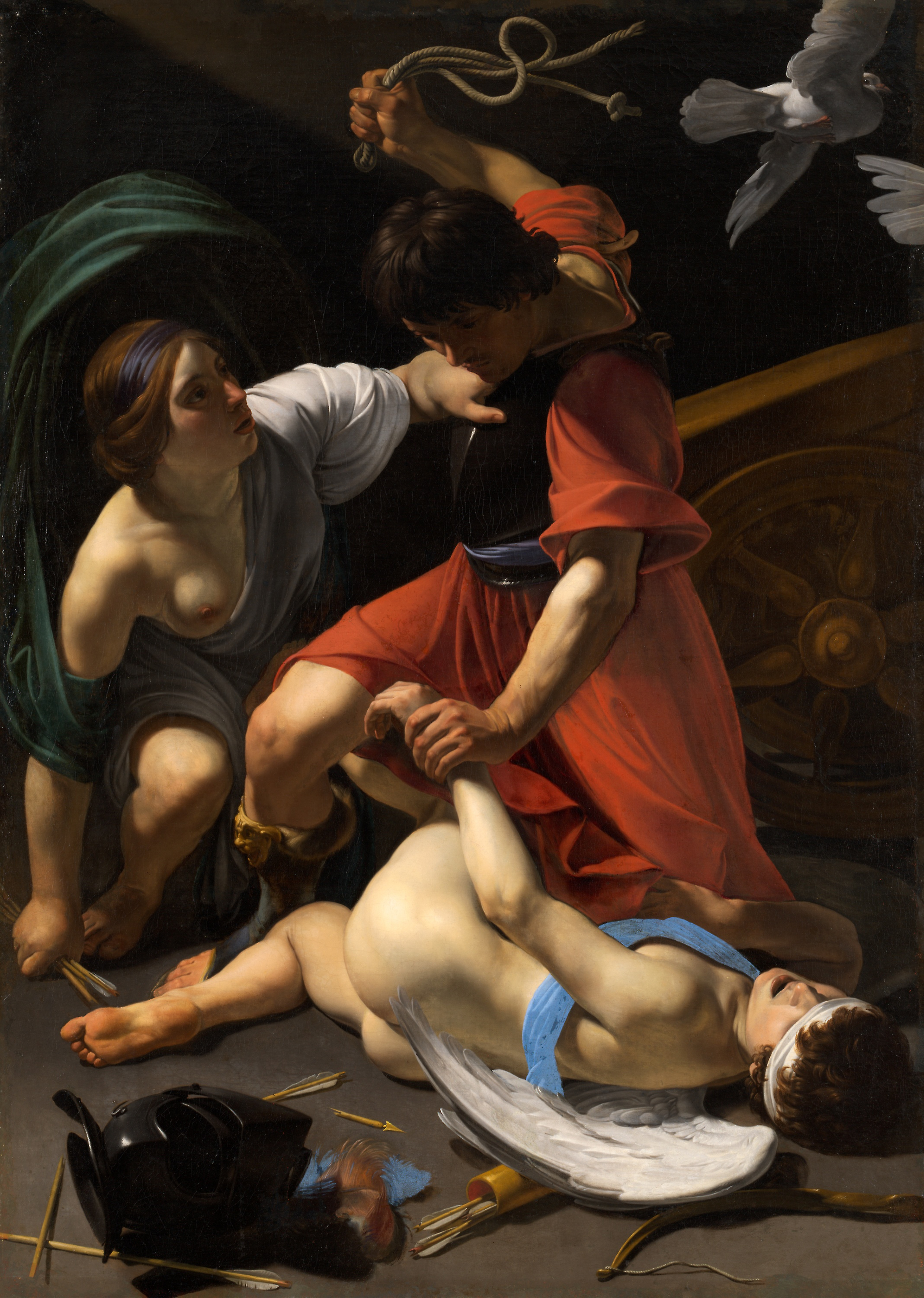
Бартоломео Манфреді. «Бог війни Марс карає Амура», бл. 1610 р., Художній інститут Чикаго
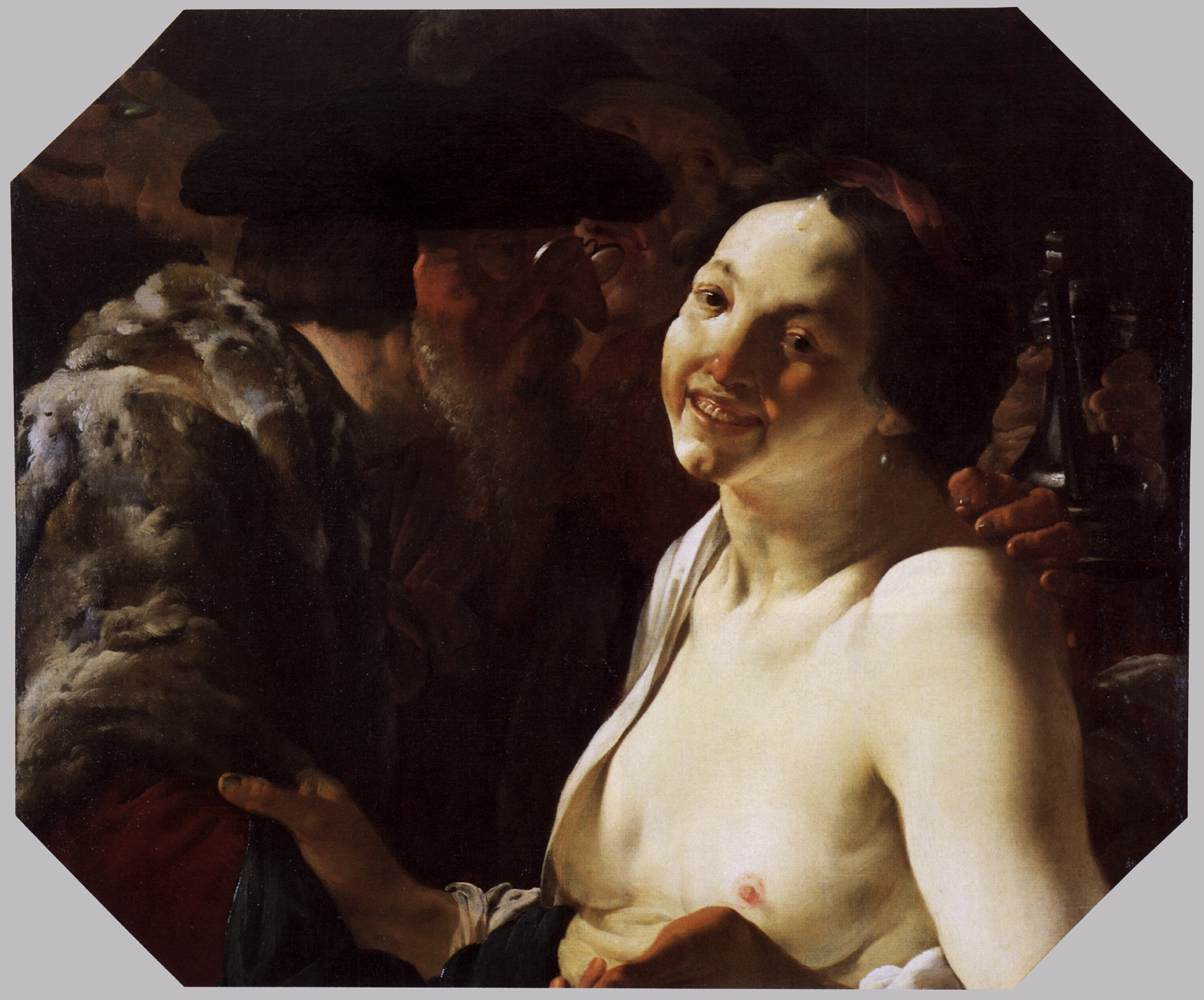
Гендрік Тербрюгген, «Старий із молодою», бл. 1623 р.
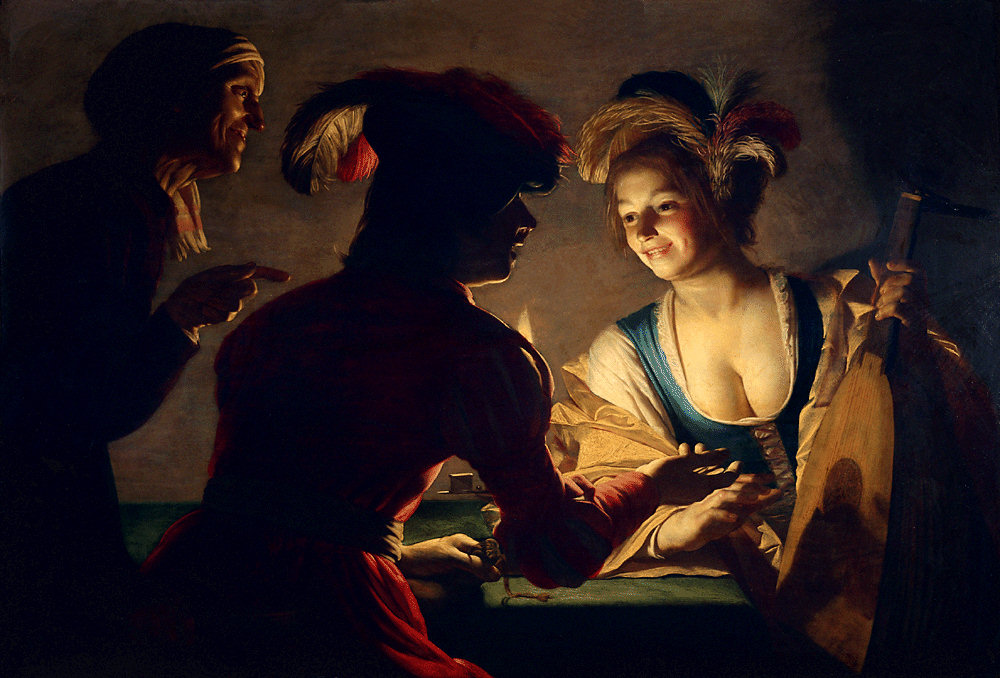
Худ. Хонтхорст. «У сводні»
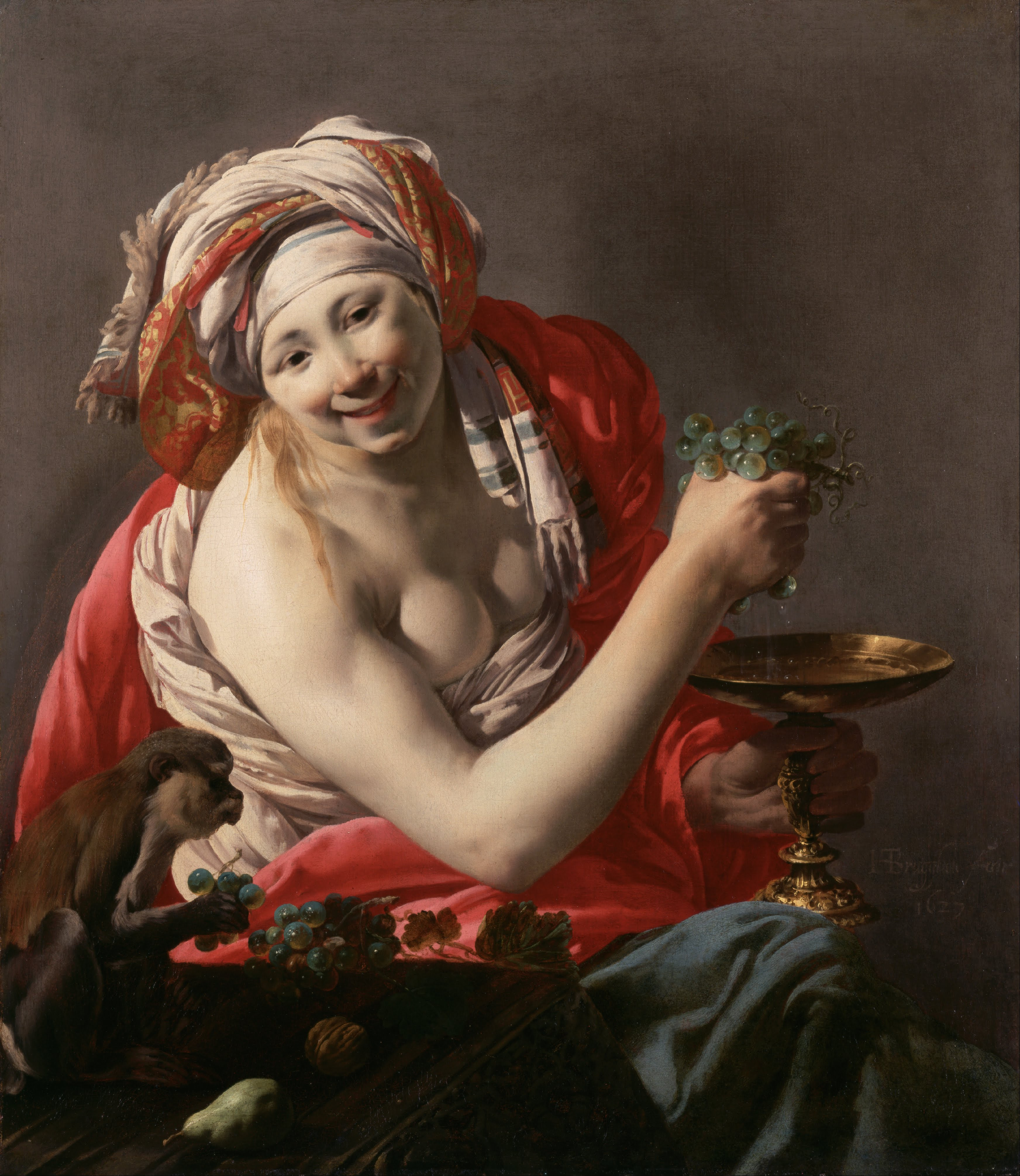
Гендрік Тербрюгген, «Вакханка», 1627 р., Музей Гетті, Каліфорнія.

## Неаполітанські караваджисти

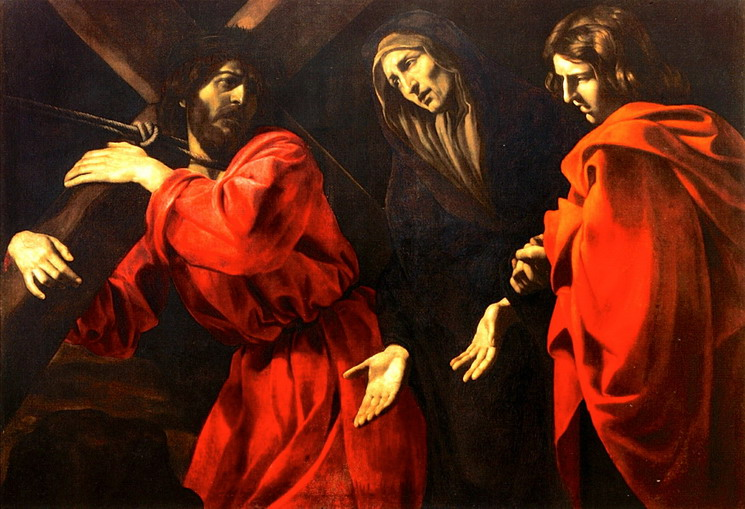
Баттістелло Караччоло. «Шлях на Голгофу».до 1622 р., Музей Каподімонте, Неаполь.

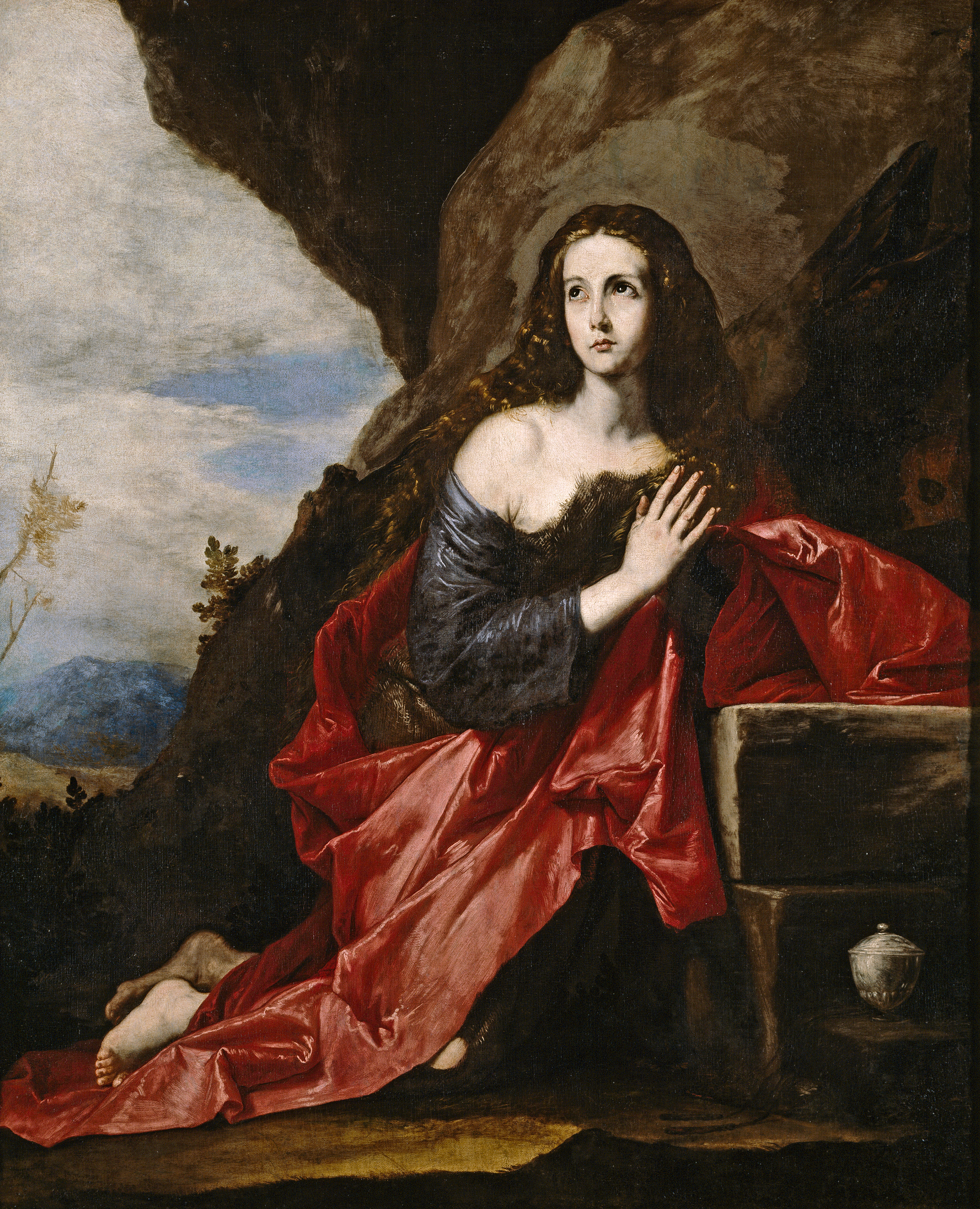
Хосе де Рібера. «Каяття Марії Магдалини», 1641 р., Національний музей Прадо, Мадрид.

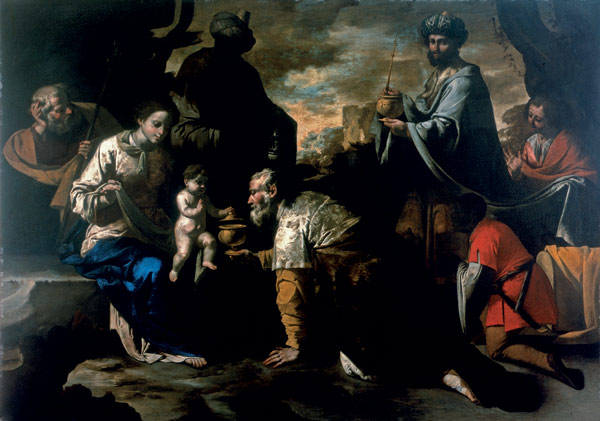
Хуан До. «Поклоніння волхвів»
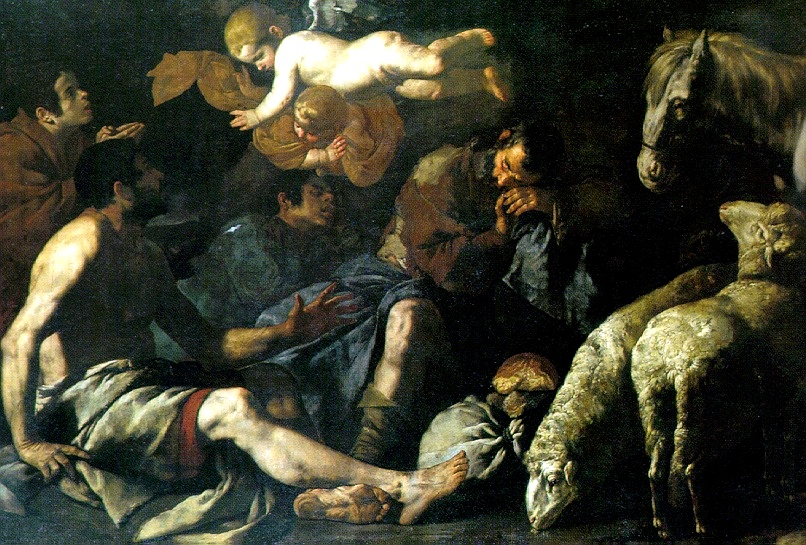
Хуан До.«Блага вість пастухам »
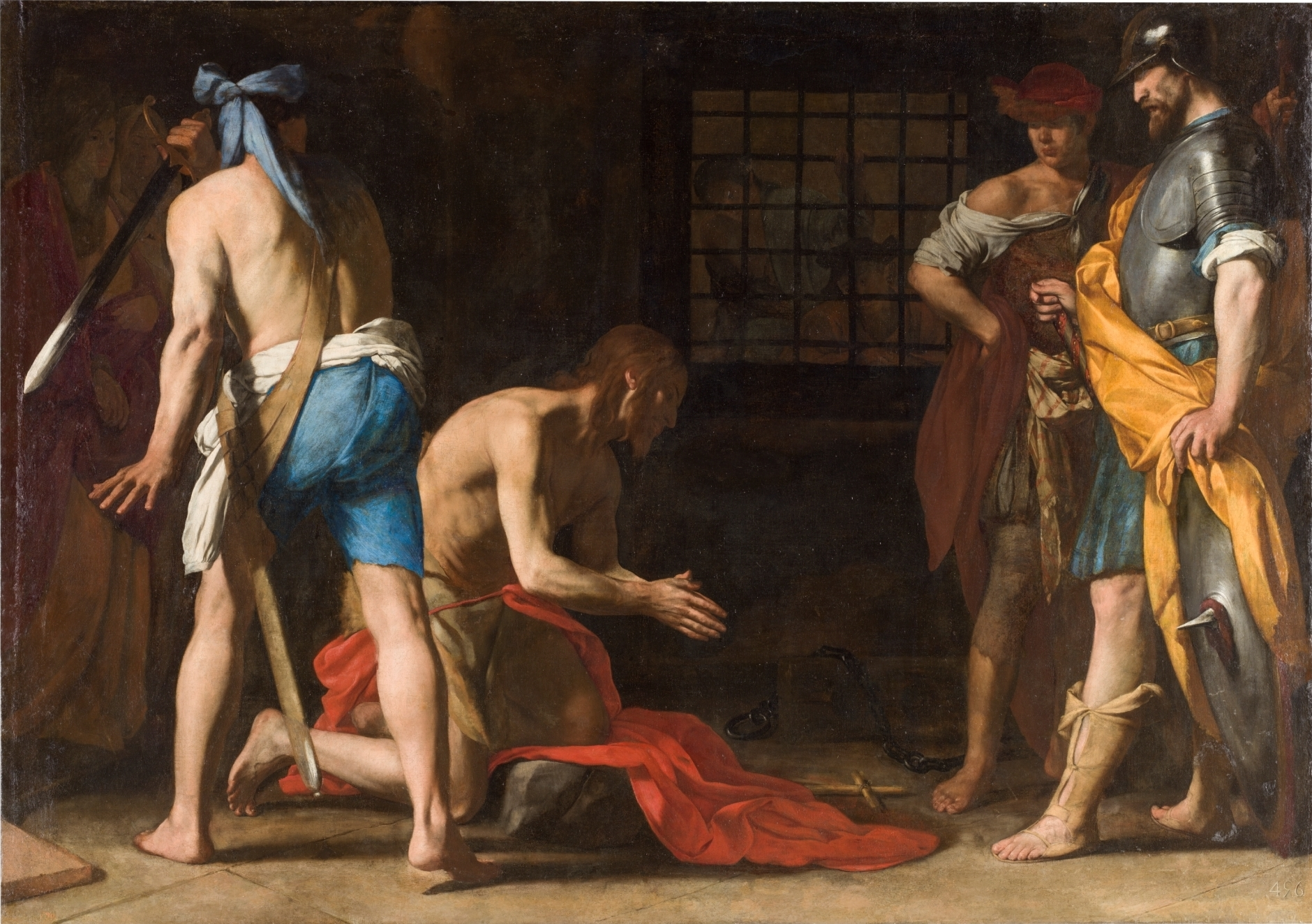
Массімо Станціоне.«Відсіч голови Івана Хрестителя», Національний музей Прадо, Мадрид.
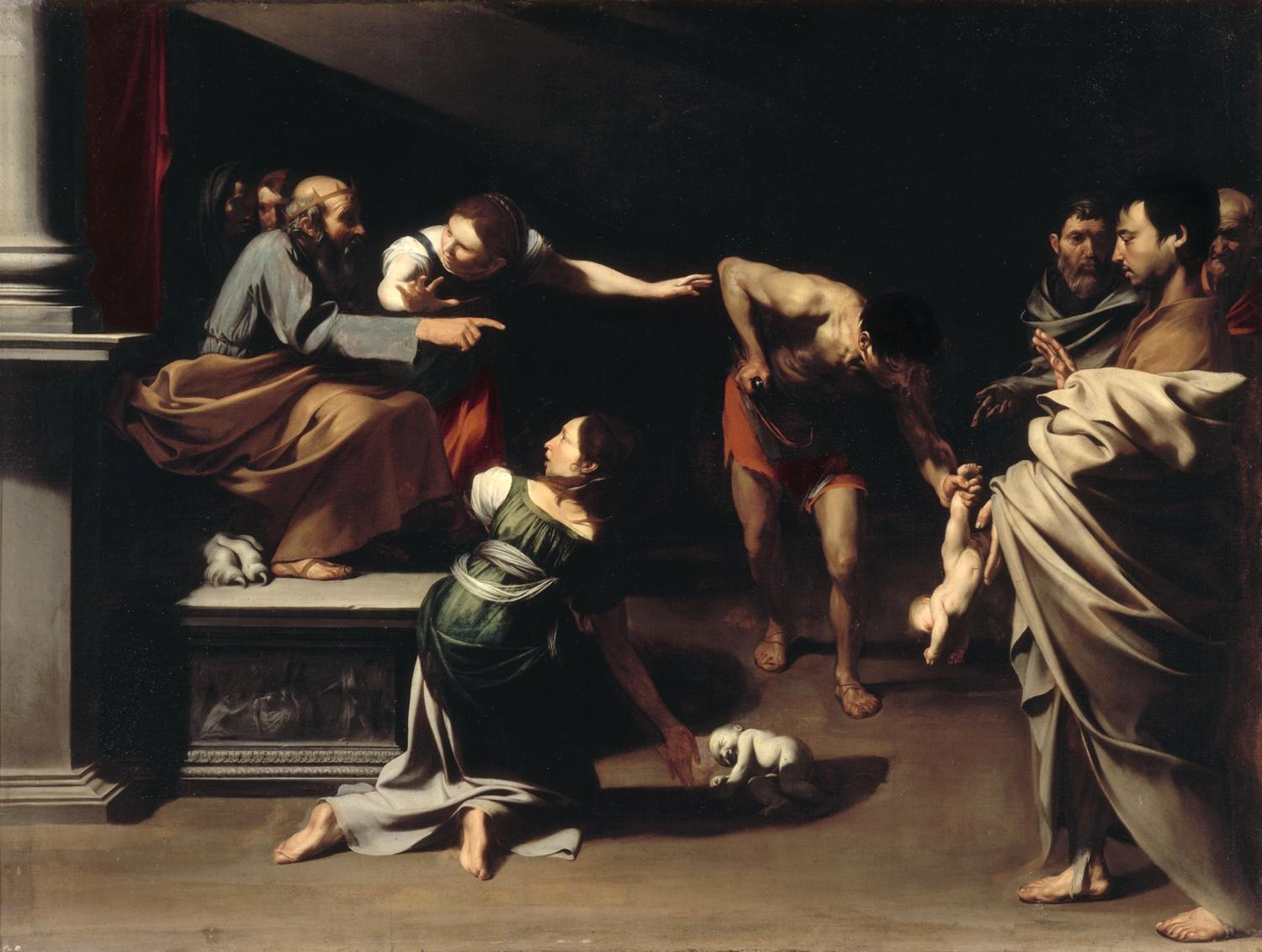
Хосе де Рібера. «Суд царя Соломона», Музей старовинного мистецтва, Рим.

## Бароко в Генуї

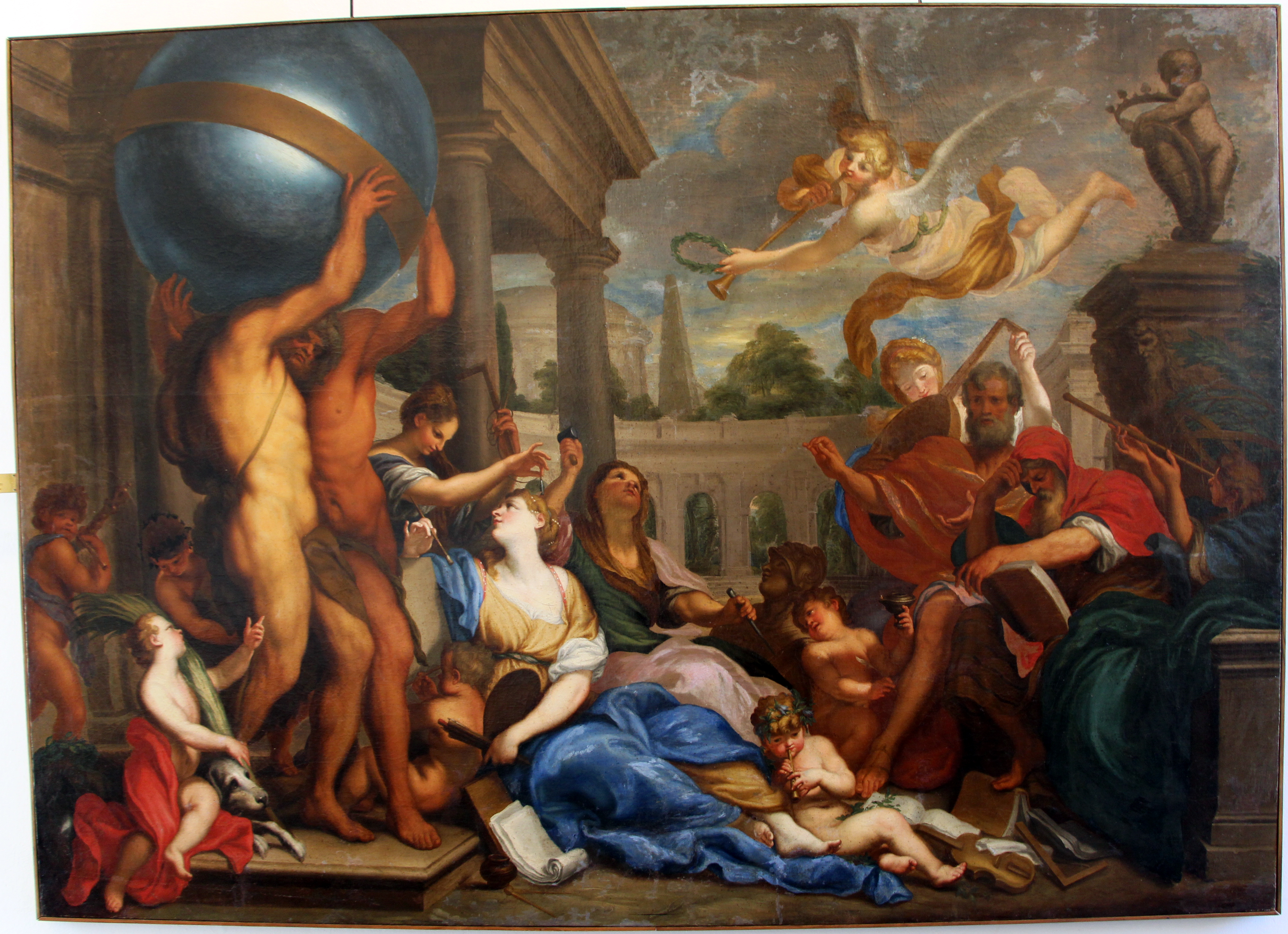
Доменіко Піола. Алегорія вільних мистецтв, Палаццо Бьянко, Генуя.

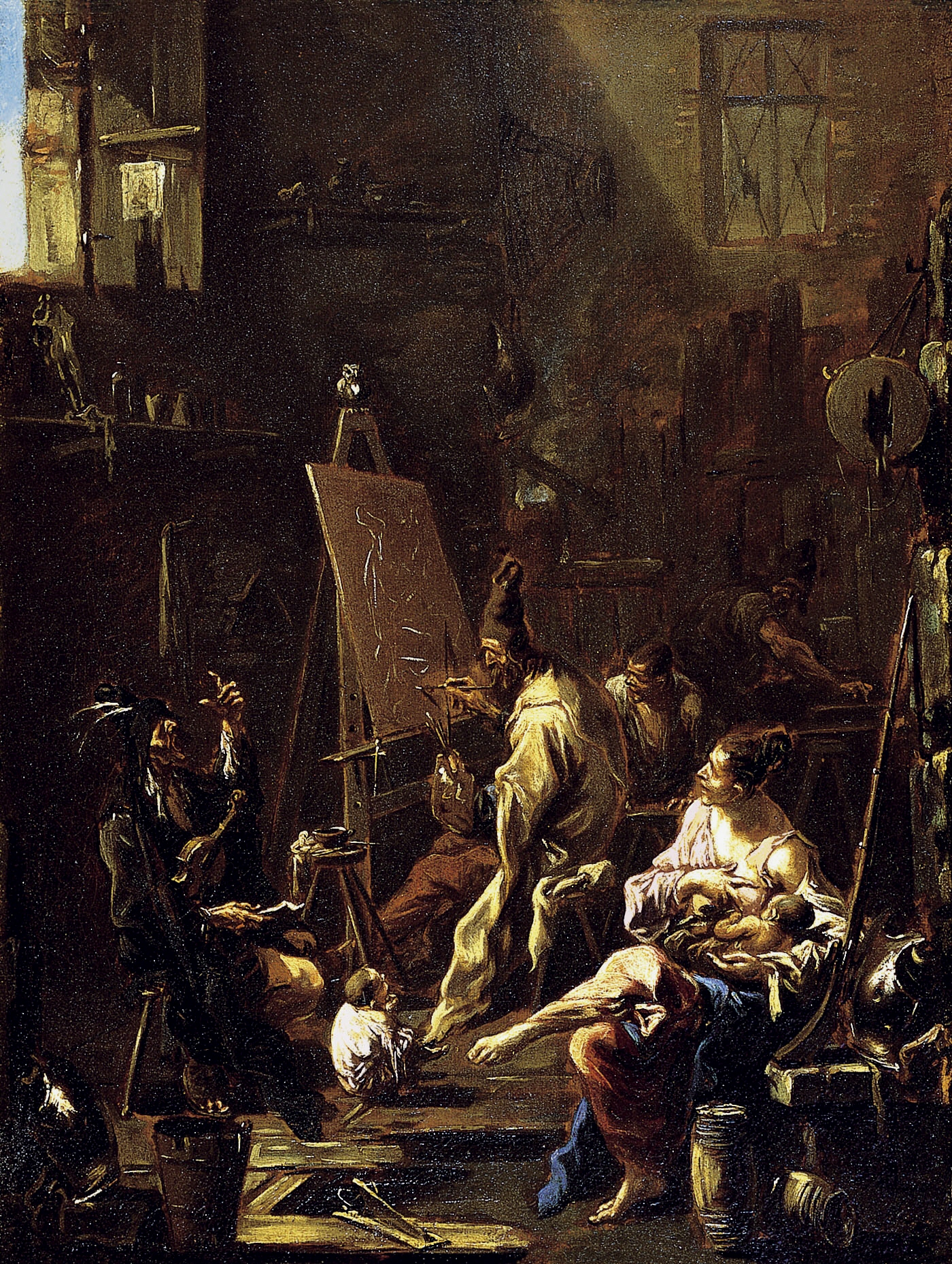
Алессандро Маньяско. Майстерня художника, Королівська художня академія Сан Фернандо, Мадрид.
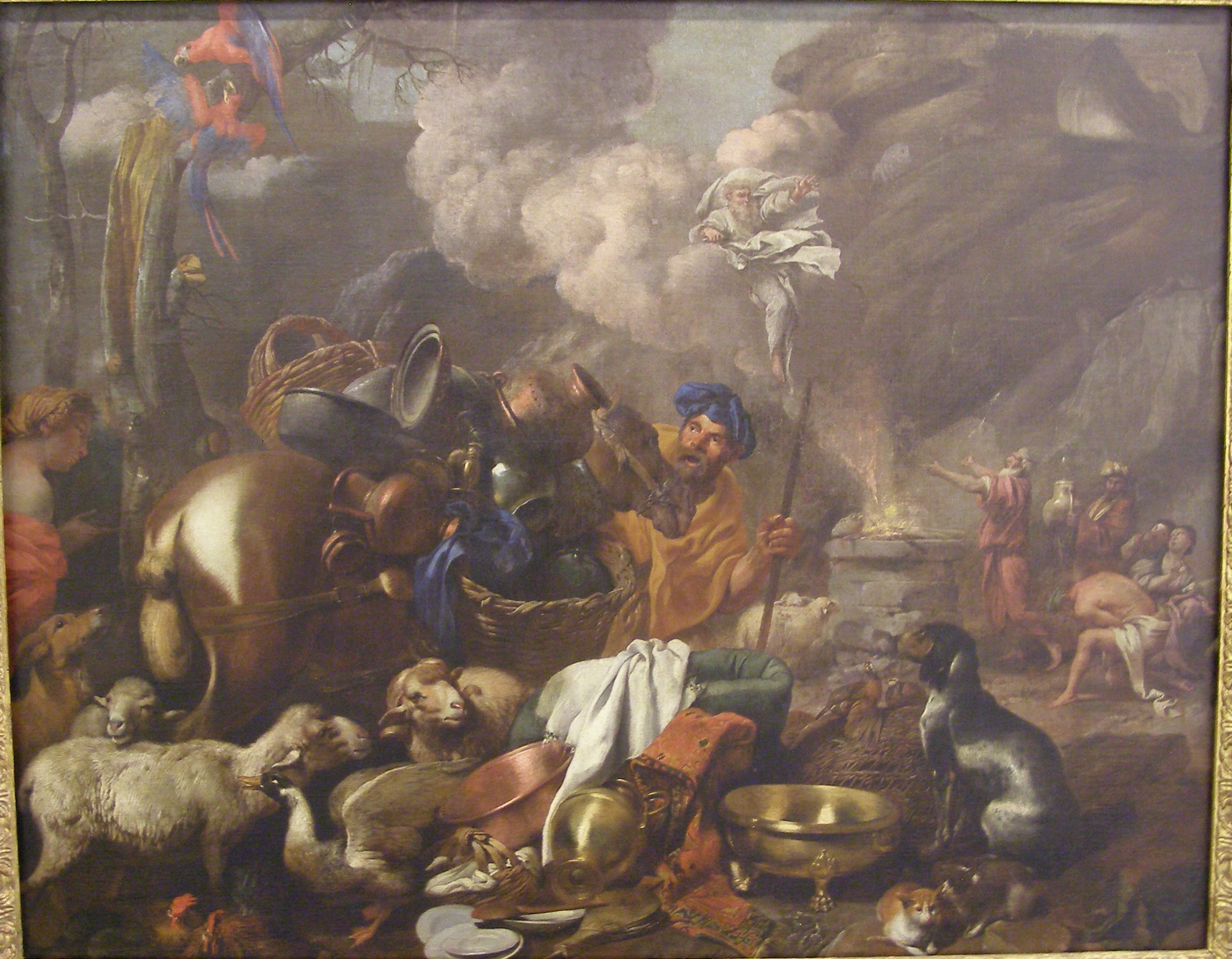
Джованні Бенедетто Кастільоне. Жертвоприношення 3КК56ЕО#/gg

## Римські попередники Паризьких Салонів
Були в Римі і свої попередники Паризьких Салонів. Раз на 2 роки в Римі в величному і порожньому Пантеоні відбувались виставки картин художників, що працювали в цей час в папській столиці. Але великі за розміром картини сюди не привозили. Для експонування великих картин своє приміщення відвела церква Сан Джованні Деколлато (нині в занедбаному стані).
Але ці виставки не набули всесвітньої слави. Проте, про них добре знали в Парижі, де в перші роки існування Салонів виставки теж відбувались раз на 2 роки за зразком Риму.

## Полеміка про надмірності живопису бароко в Римі
Навіть в такому 32 бароко як папський Рим відчули надмірності в живопису бароко. Цікаво, що полеміка і теоретичні пошуки були перенесені до гільдії св. Луки і велися прихильниками бароко як стилю. Серед тих, хто виступав проти надмірностей барокового живопису — художник Андреа Саккі, учень і помічник уславленого П'єтро да Кортона. Справа не стільки у суперництві чи конкуренції між змужнілим Андреа Саккі і П'єтро да Кортона. Інакше це можна було би розглядати як суперництво двох художників.
Справа в наявності в Римі прихильників античності (в її давньоримському варіанті і класицизму XVII століття). Тому тези про надмірність барокового живопису підтримали такі авторитетні і впливові римські митці як Ніколя Пуссен та Алессандро Альгарді.

## Світські фрески доби бароко

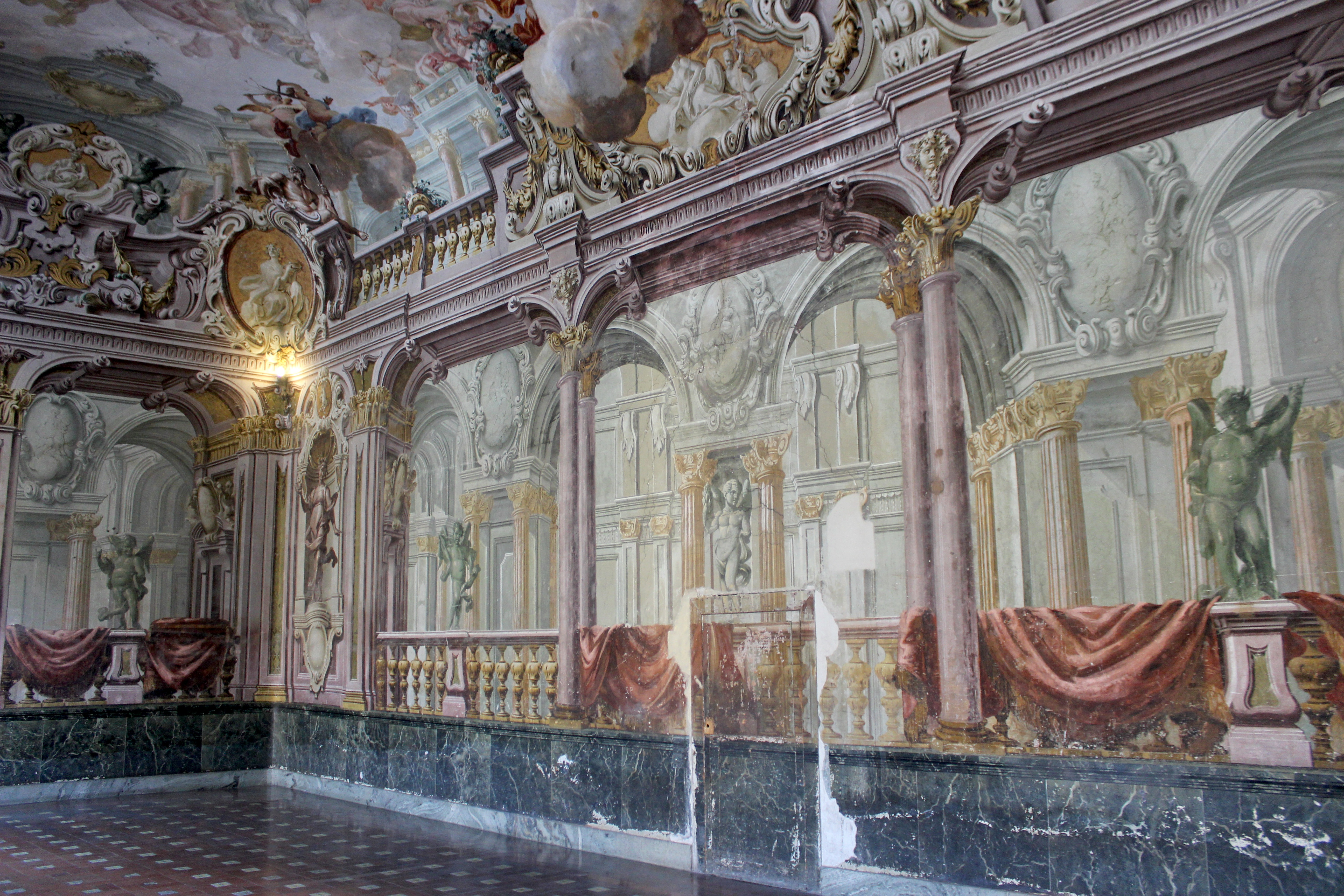
Джузеппе Боніто. «Архітектурні фрески палацу Портічі», Неаполь

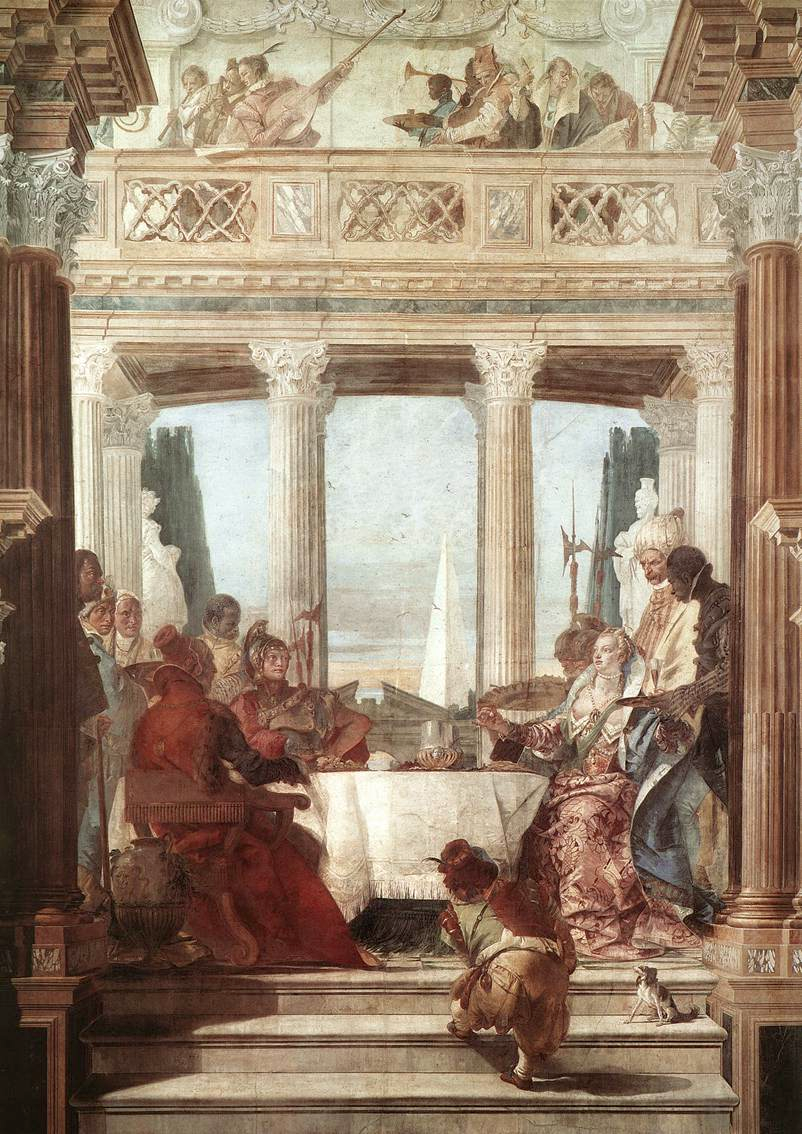
Джованні Баттіста Тьєполо. «Бенкет цариці Клеопатри». Фрески, Палаццо Лабіа, Венеція

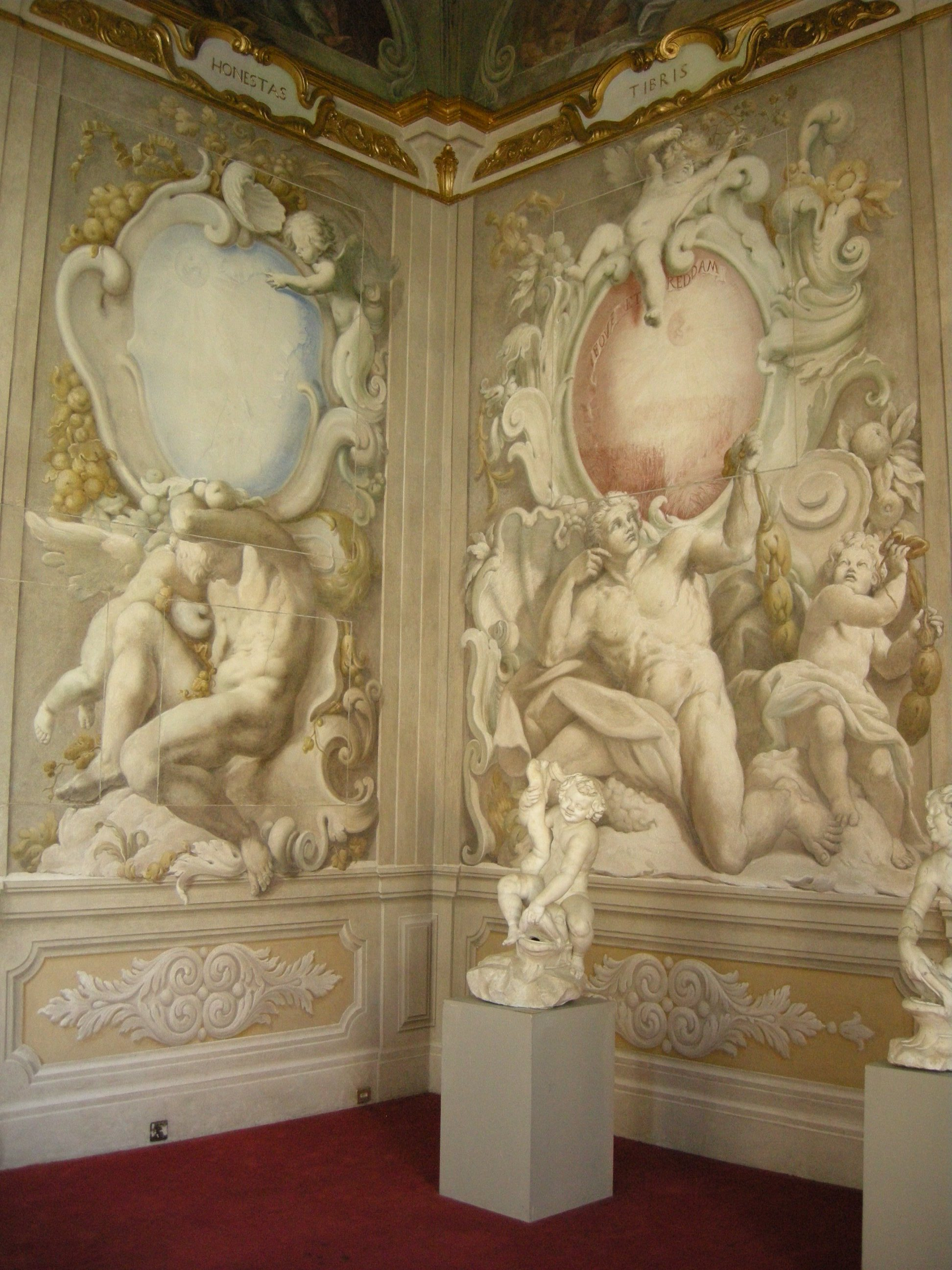
Бартоломео Гвідобоно. Стінописи галереї палаццо Россо, Генуя, кінець XVII ст.
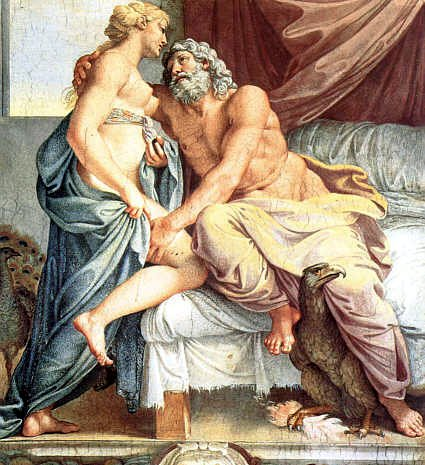
Аннібале Карраччі. «Юпітер з дружиною Юноною», Галерея Фарнезе, «Кохання богів Олімпу». Палаццо Фарнезе, Рим.
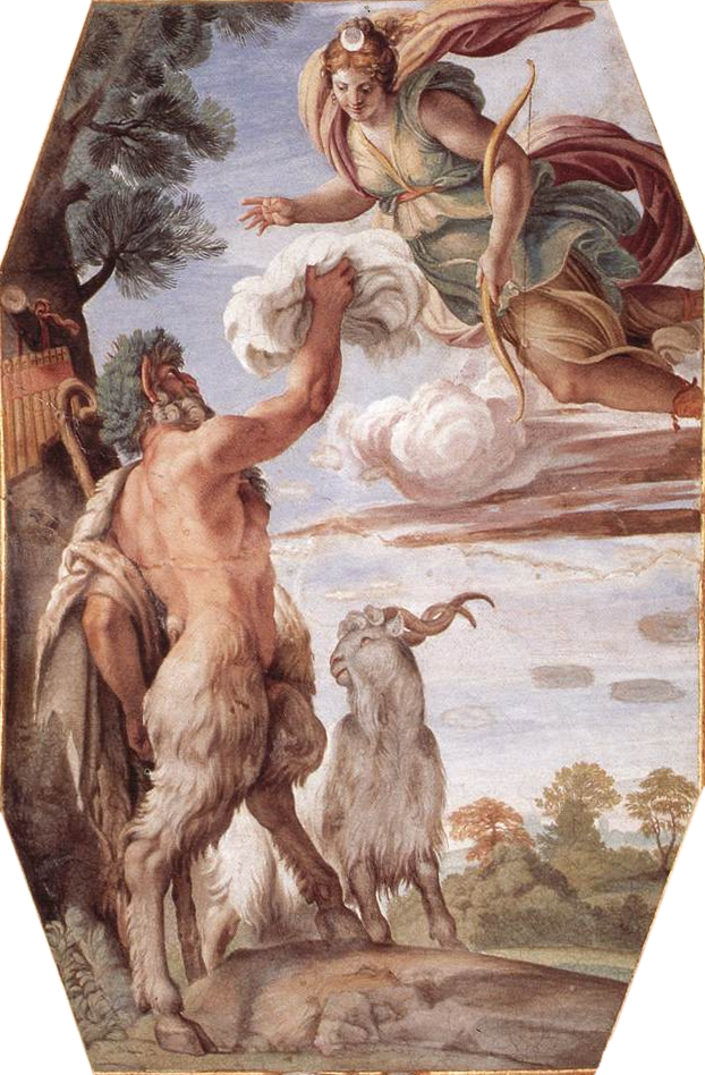
Аннібале Карраччі. «Дарунок богині Анастасії"

## Барокові «художники реальності»

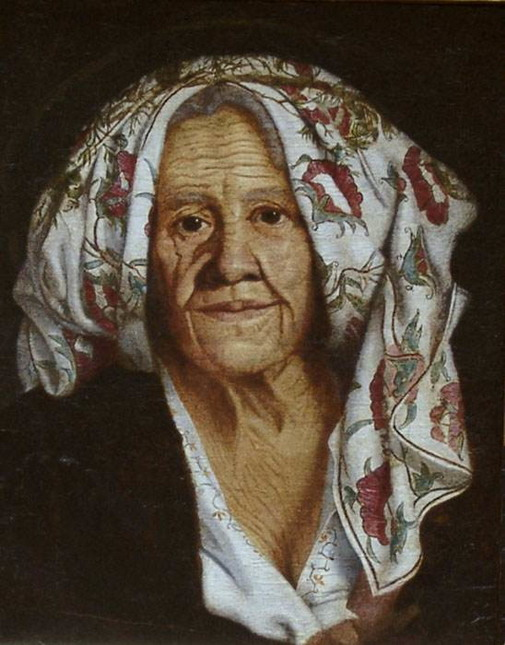
П'єтро Беллотті. «Плин часу», друга половина 17 ст.

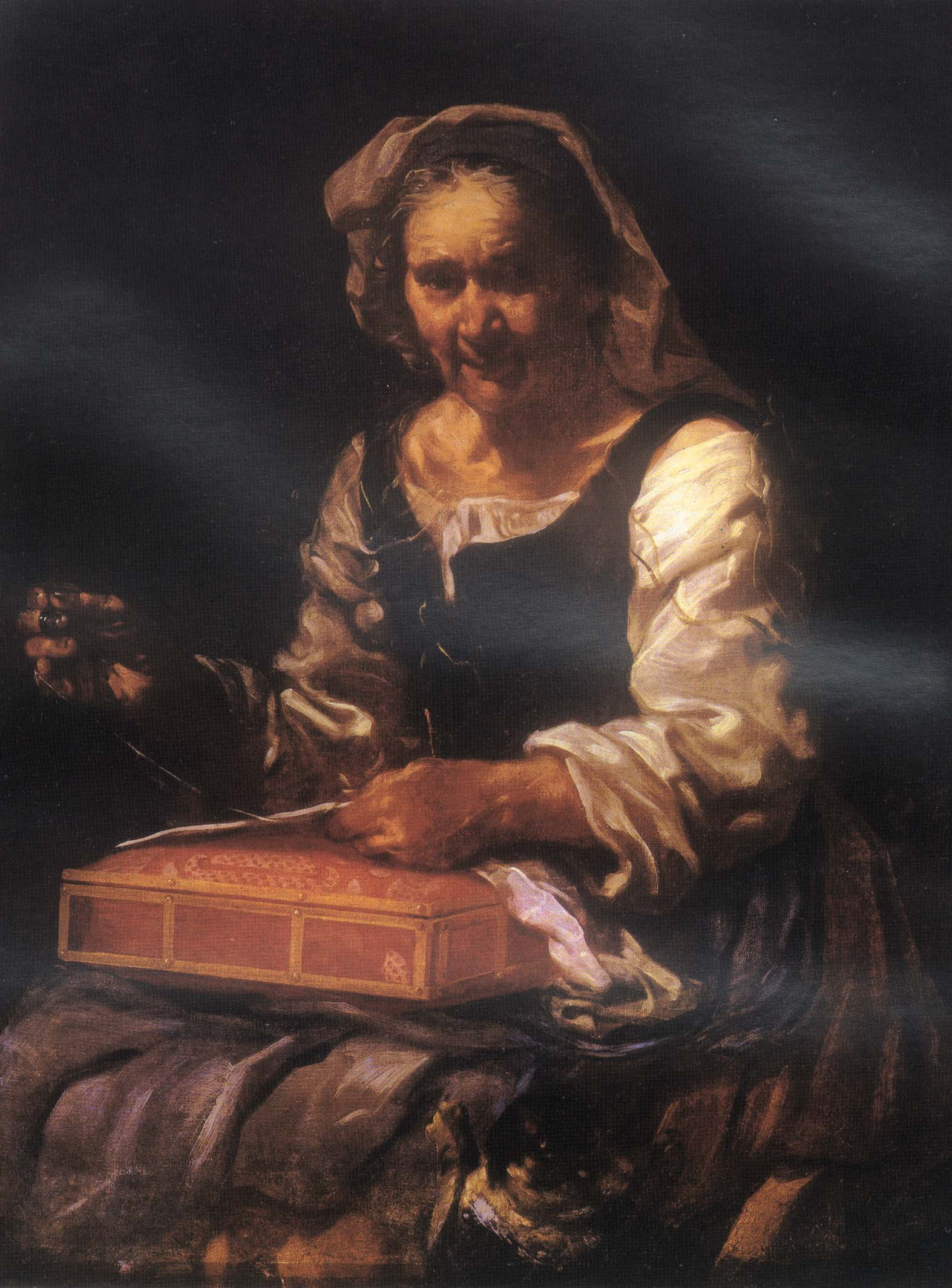
Худ. Ебергар Кейль. Старенька за шитвом, Серпухов, Росія

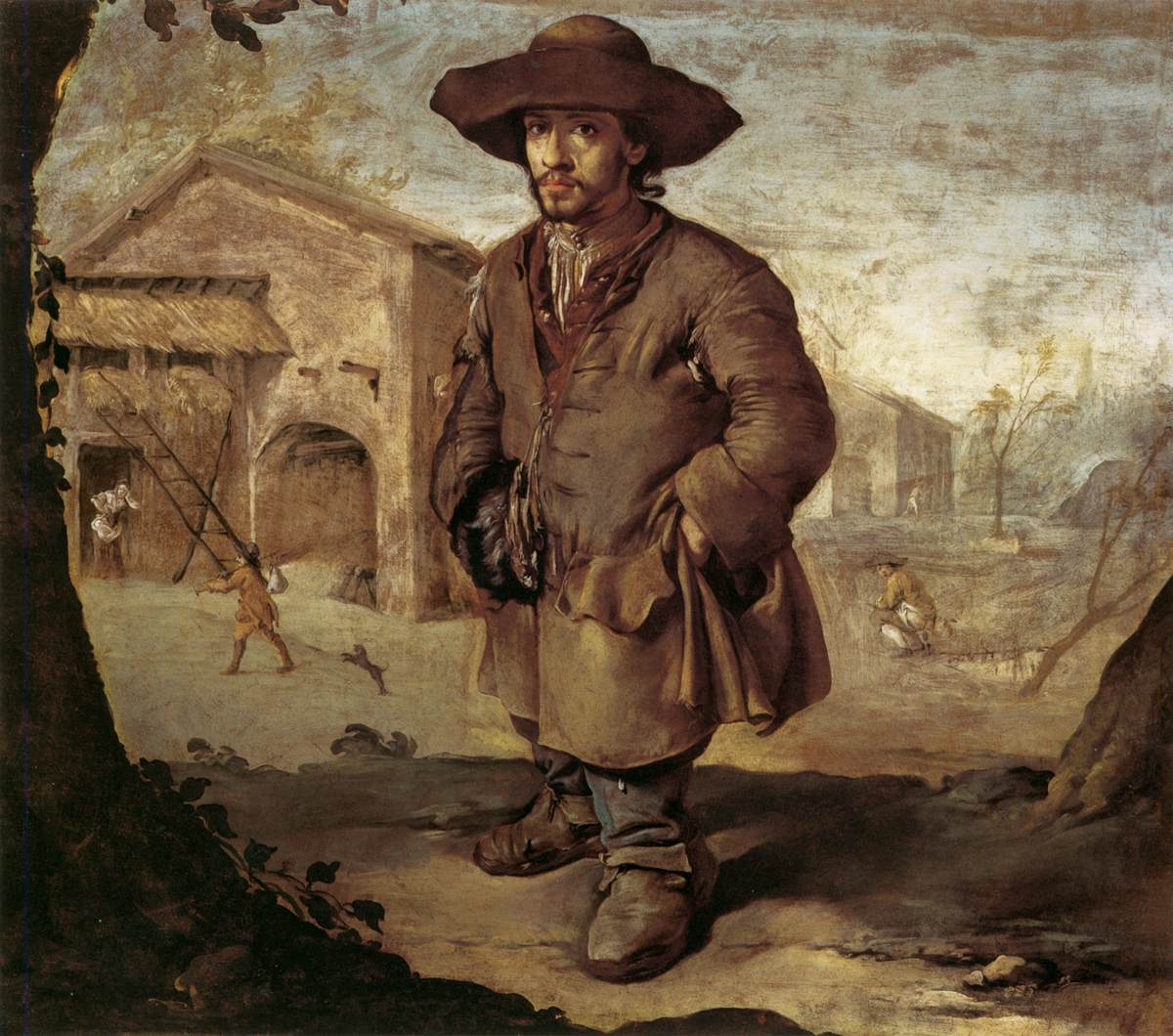
Джакомо Черуті. «Карлик», приватн. збірка.

У XX столітті продовжився процес глибокого дослідження мистецтва минулих епох, який почався в XIX столітті. Якщо мистецтвознавці XIX століття повернули славу Франса Хальса, Яна Вермера, Ель Греко, то вчені XX століття перевідкрили велич і високі мистецькі якості скульптур Пінзеля чи барокових «художників реальності».
Мистецтвознавець з Італії Роберто Лонгі звернув увагу на групу майстрів доби бароко, що посіли особливе місце в мистецтві тої доби. Вони не дотримувались Величної манери і не були прихильниками караваджизму. Невеличкі запозичення з обох стилістичних напрямків лише підтвердили їх співіснування з караваджистами і майстрами офіційної Величної манери («maniera grande»). При цьому ці майстри не втрачали своєї індивідуальності, своєї несхожості на творців церковних і палацових фресок чи прихильників тенебросо караваджизму.
Роберто Лонгі і назвав їх «художники реальності». До них зараховані :
- Карнео
- Ебергард Кейль (1624—1687), учень Рембрандта, що оселився в Італії.
- П'єтро Беллотті (1625 — 1700)
- Гаспаре Траверсі (1723 — 1769)
- Джакомо Франческо Чіппер (Тодескіні, працюваву 1705—1736 рр.)
- Джакомо Черуті (1698—1767)

З висновками Роберто Лонгі погодились і дослідники інших країн (М. Я. Лібман, Е. Й. Ротенберг тощо). А перегляд картин в запасниках та музеях виявив їх твори в Петербурзі, Римі, Празі, Брешії, Серпухові, Роттердамі. Бажання мати свою картину представника з «художників реальності» призвела до перевезення однієї картини Кейля з Серпухова до Москви.
Ігнорувати невивчені чи маловідомі явища в мистецтві цілком небезпечно. Бо це неодноразово приводило до загибелі витворів мистецтва надзвичайно високих якостей, як це було з рукописами майя (більшість спалені іспанцями), золотими ювелірними виробами індіанців доколумбової Америки (переплавлені у прямокутні злитки), з дерев'яними скульптурами Пінзеля чи стародавніми іконами (порубані на дрова в СРСР).

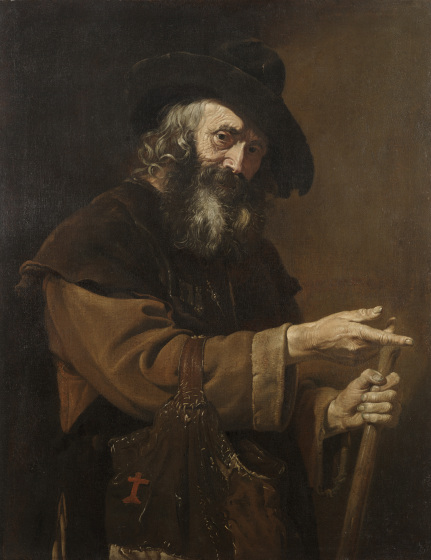
П'єтро Беллотті. «Старий паломник». Художній музей (Даллас)
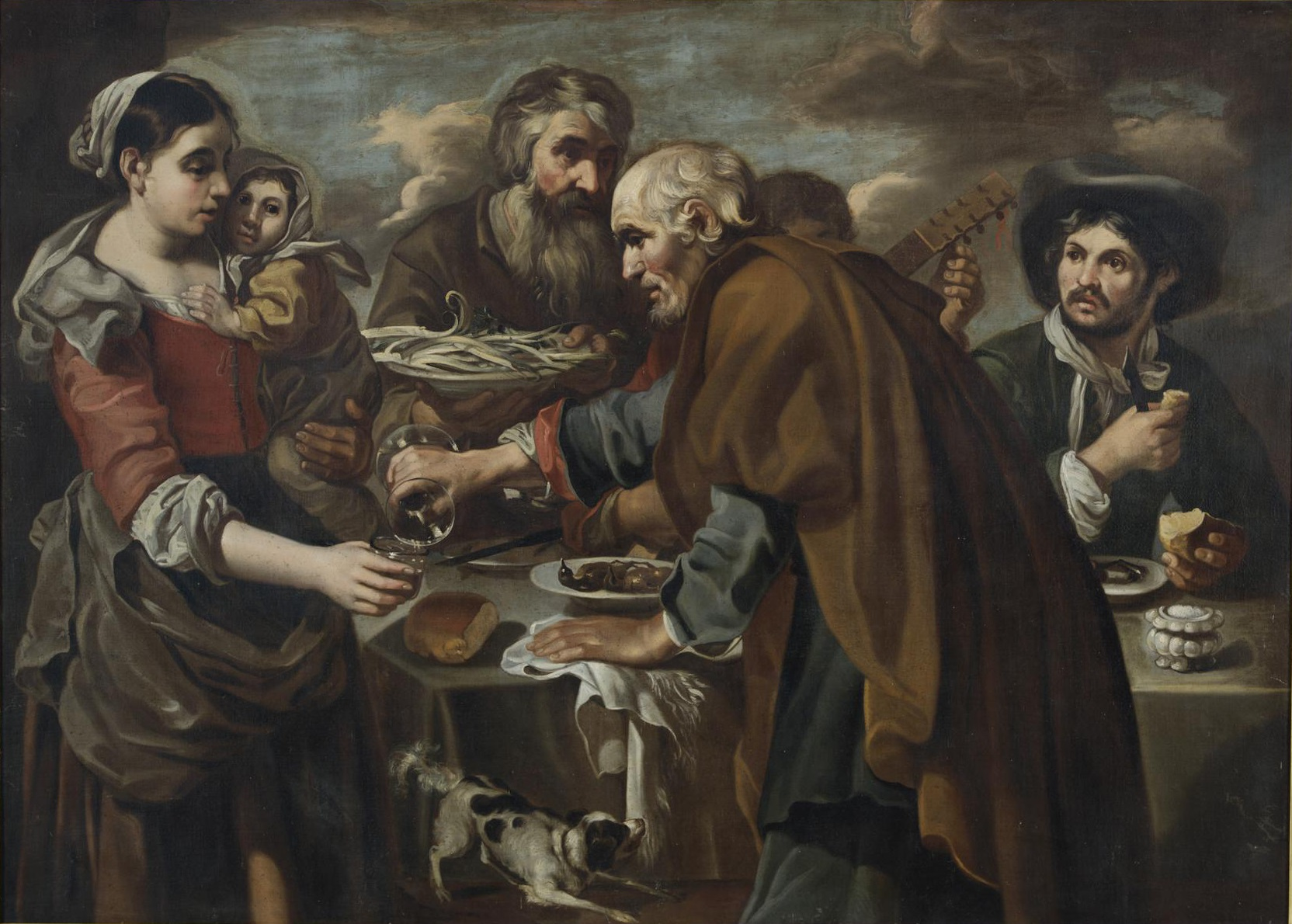
Ебергард Кейль «На вулиці Рима». до 1680 р.
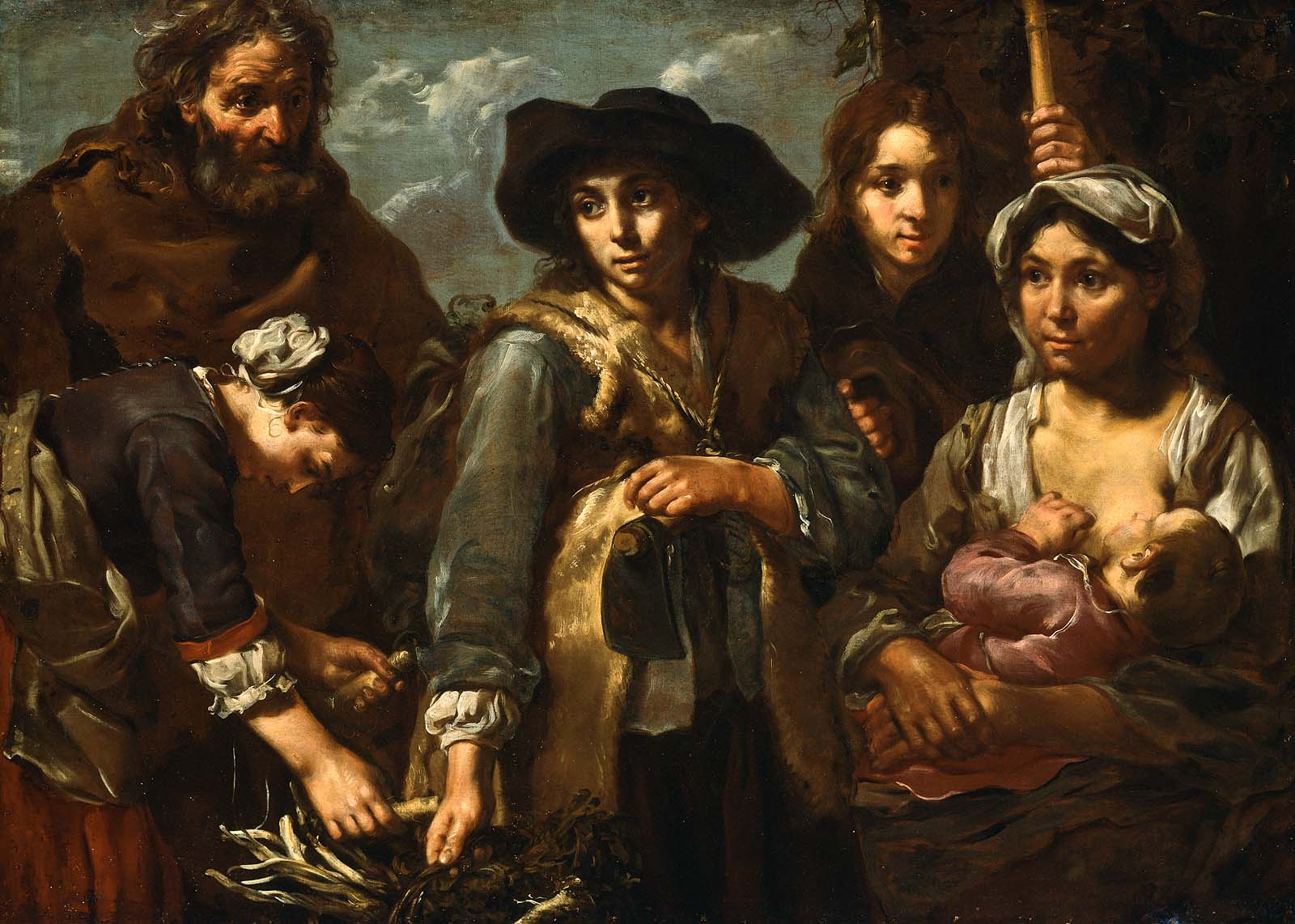
Ебергард Кейль «Хлопець, що торгує хмизом», Бостонський музей образотворчих мистецтв
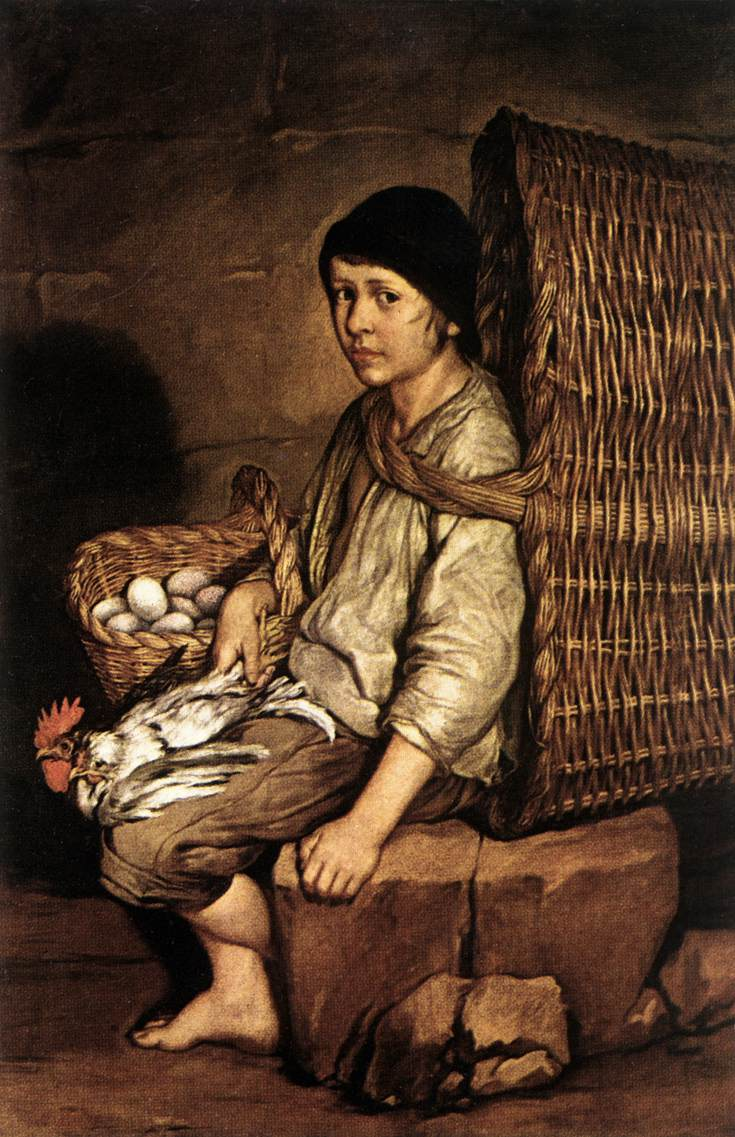
Джакомо Черуті. «Хлопчик з плетеним кошиком», бл. 1745 р., Пінакотека Брера

## Періоди існування

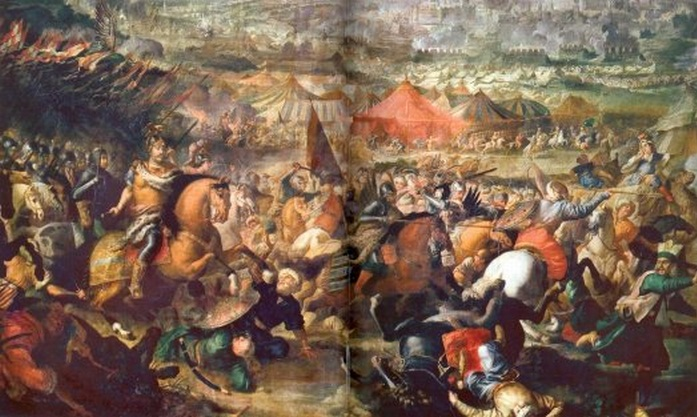
«Битва під Віднем (Альтомонте)», 1688 рік. (перемога над турецьким військом 12 вересня 1683 року під Віднем.)

Бароко як стиль, мав різні періоди існування в різних країнах. Так, в Англії і Російській імперії він проіснував близько 60 років. Компромісні форми бароко мало у Франції, де офіційно підтриманий класицизм співіснував як з пізнім бароко, так і новонародженим рококо. Найдовше бароко в живопису утримало свої позиції в мистецтві Італії — приблизно 250 років. І саме італійські майстри рознесли зразки барокового живопису по Європі від Іспанії і Британії до Росії і України (Мартин Альтомонте, Єжи Семигиновский тощо).
В деяких країнах мистецтво бароко найкраще відбилося не в живопису, а в архітектурі — це Британія, Україна.[джерело?] Тому збереження пам'яток архітектури бароко в Україні повинно стати державним обов'язком.[джерело?]

## У Російській імперії
У Російській імперії живопис бароко мав сильні позиції лише в парадному, офіційному портреті та декоративному живопису, де працювали майстри з Італії (Бартоломео Тарсіа, Стефано Тореллі, Джузеппе Валеріані, Франческо Фонтебассо, Гаспаро Діциані, Д. Маджотто, Д. Гварана тощо). Монополізація барокового живопису в Імперії царським двором обмежила його використання столицями (Москва, Петербург) та палацовими передмістями Петербургу — Оранієнбаум, Петергоф, Павловськ, Гатчина, Царське Село. Бароковий живопис в Російській імперії співіснував з рококо, що мало невеликий термін існування і переважно як явище аристократичної, а не народної культури.

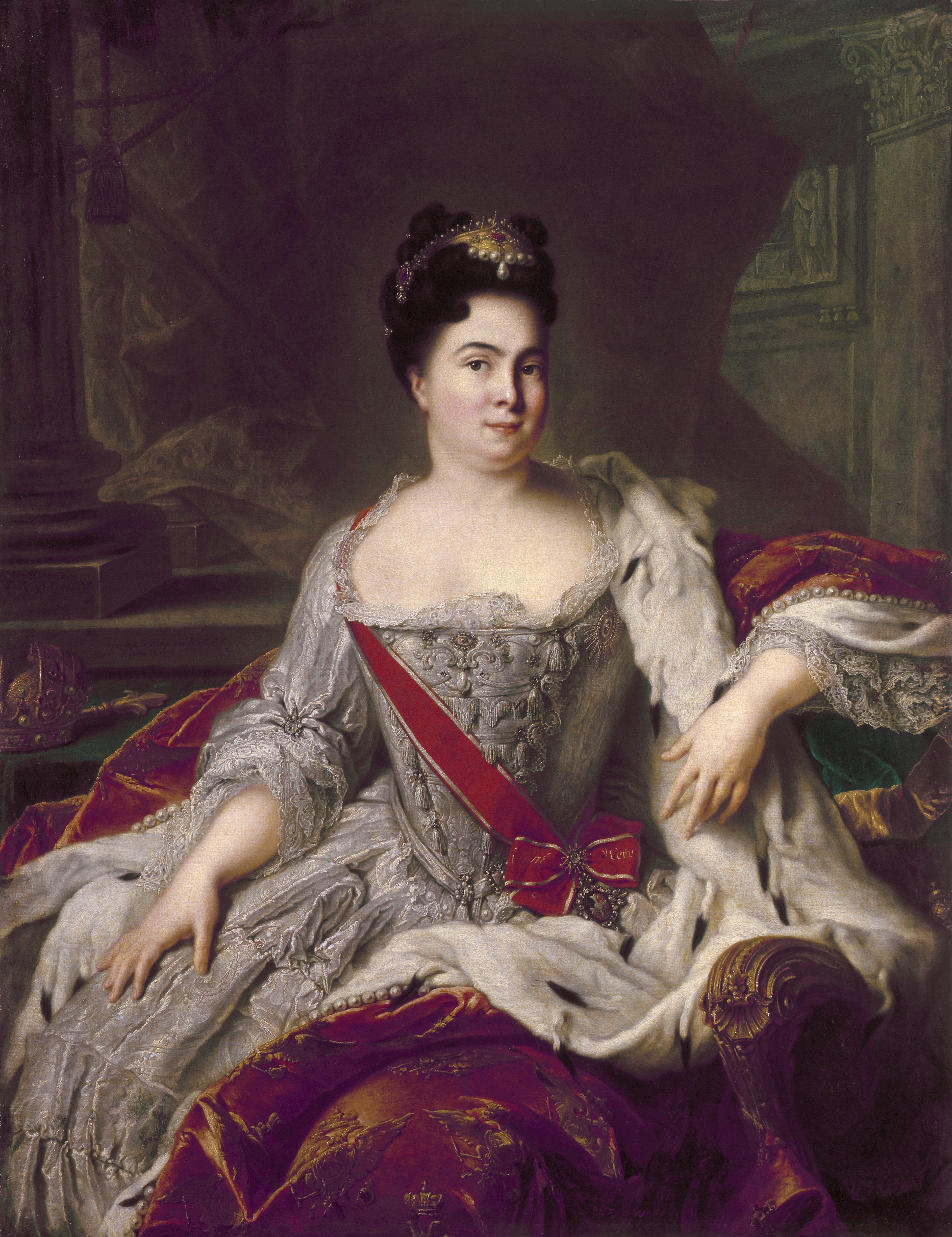
Ж-М. Наттьє, дружина Петра І - Катерина.
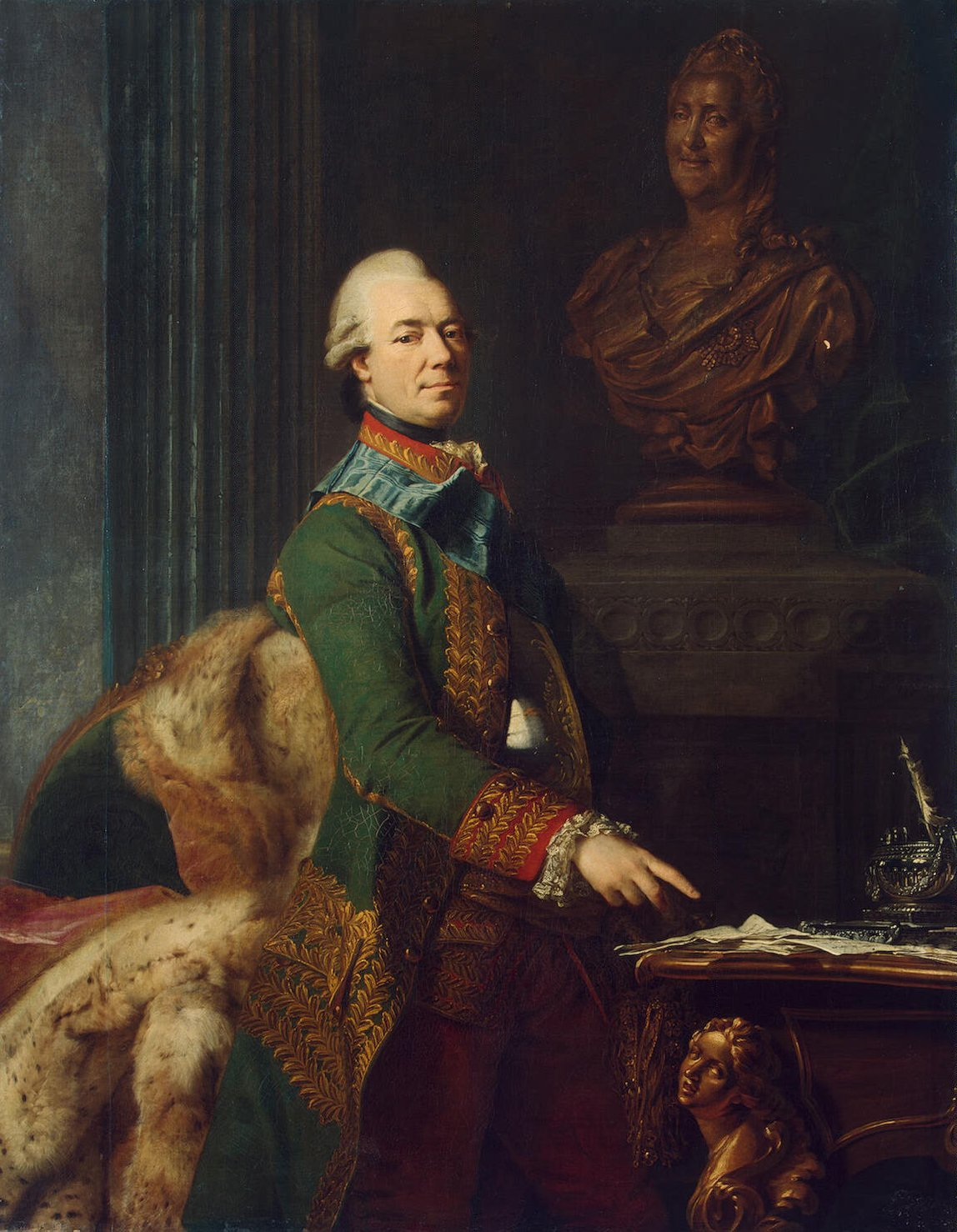
Шведський художник Олександр Рослін . Портрет графа З. Г. Чернишова. Ермітаж, Петербург.
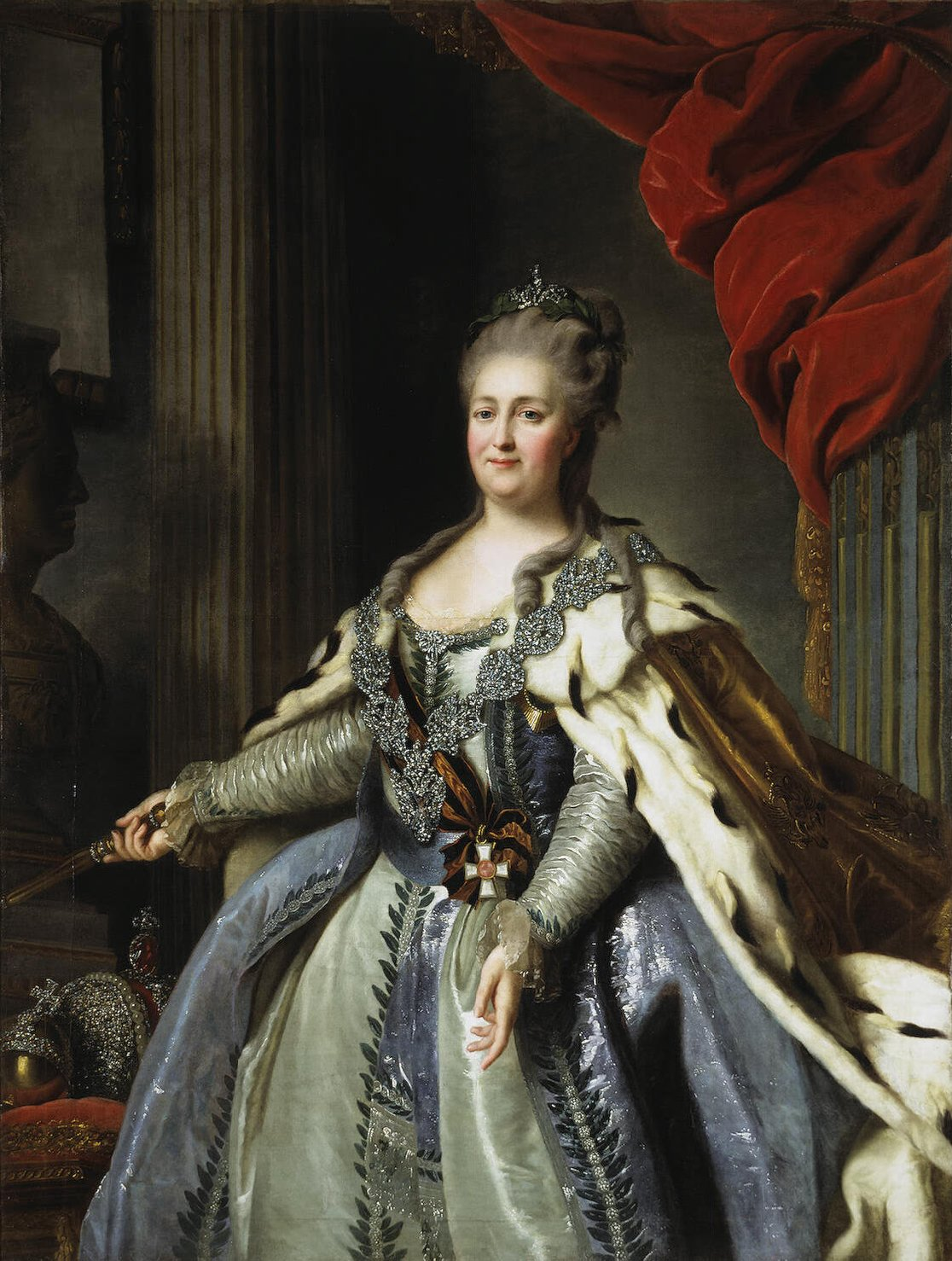
Худ.Ф.Рокотов. Портрет імператриці Катерини 2-ї
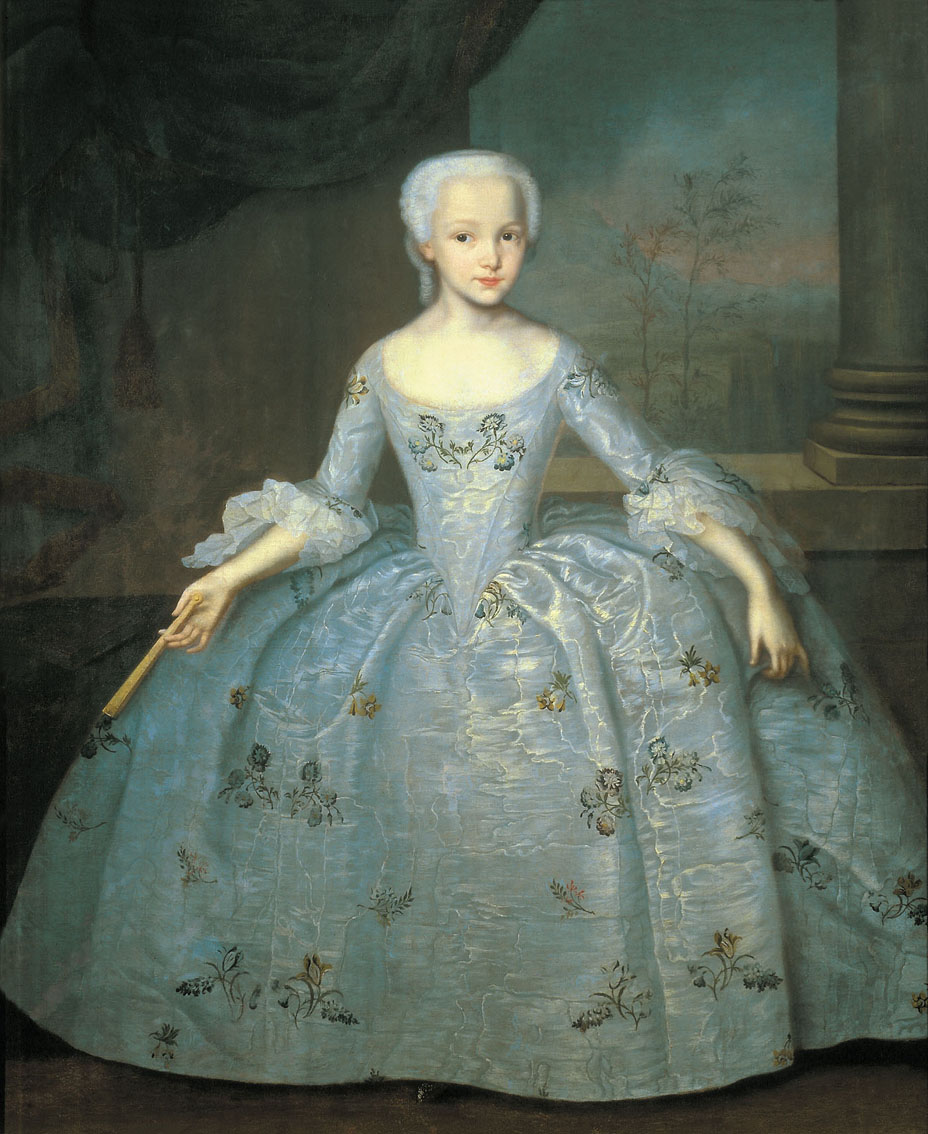
Іван Якович Вишняков, «Портрет Сари Фермор, доньки генерала», 1750 р., Російський музей, Санкт-Петербург.

## Фландрія

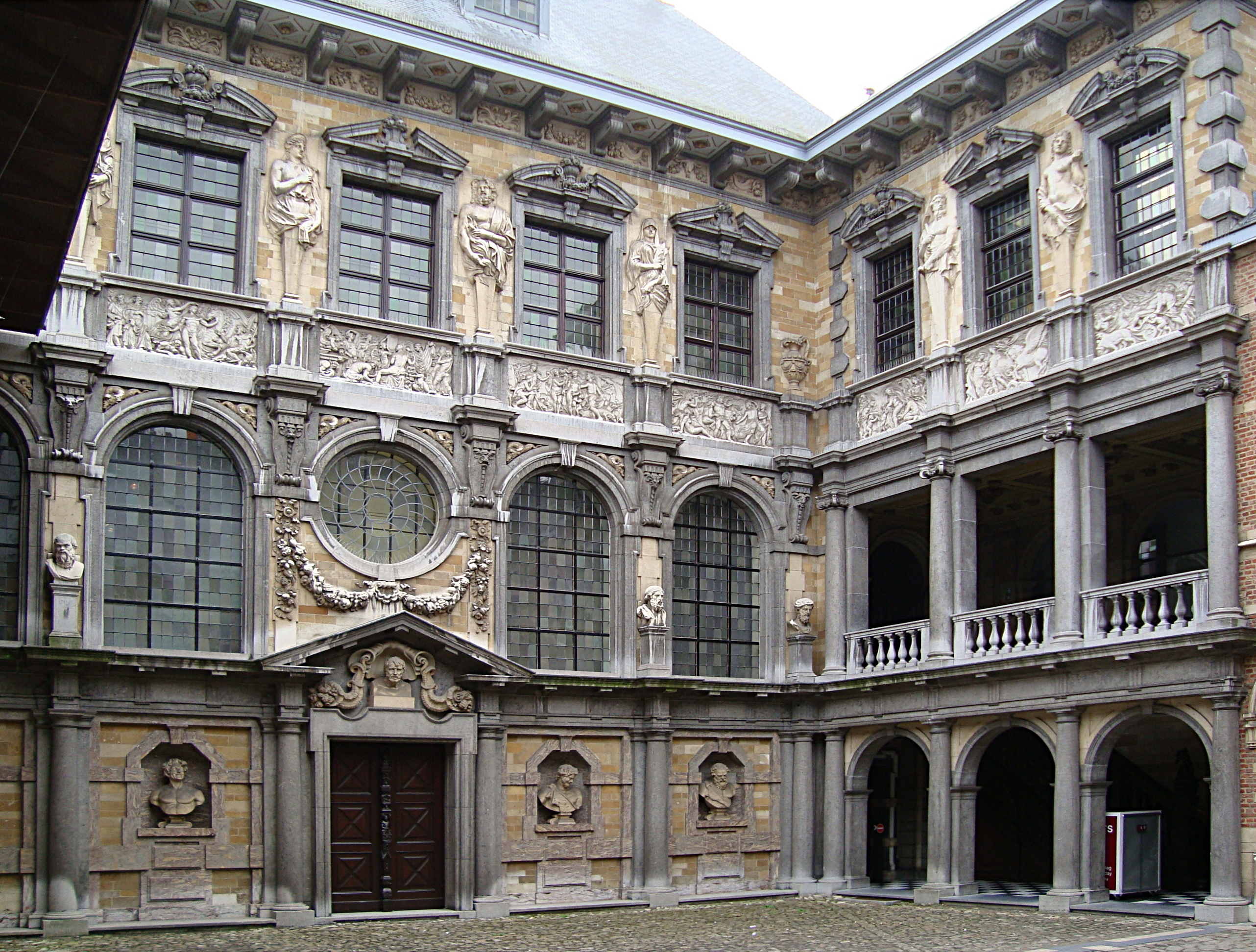
Будинок Рубенса в місті Антверпен. Бароко Фландрії XVII ст.

Іспанські Нідерланди або Фландрія (територія сучасної Бельгії) в XVII столітті пережила короткий, але надзвичайно бурхливий і плідний період бароко. В Антверпені ще в XVI столітті виник свій центр маньєризму, досить тісно пов'язаний з маньєризмом Італії. Майстри фламандського бароко (архітектори, скульптори і в першу чергу художники) були спадкоємцями як майстрів маньєризму Фландрії і Риму, так і активними творцями бароко XVII століття навіть в самій Італії. Рубенс і Ван Дейк роками працювали в Італії.
Менш відомі скульптори Фландрії XVII століття. Показовою є біографія скульптора Франсуа Дюкенуа, що брався за створення як барокових надгробків, так і витворів декоративно-ужиткового мистецтва. І лише передчасна смерть обірвала розквіт його майстерності. Ще менш відома діяльність майстрів Фландрії по створенню садово-паркової скульптури. А був короткий час, коли статуї скульпторів Фландрії конкурували зі скульптурами італійців і вивозились за кордон (скульптури Я. Кобарта, Томаса Квеллінуса, Г. Мейрінга тощо) .

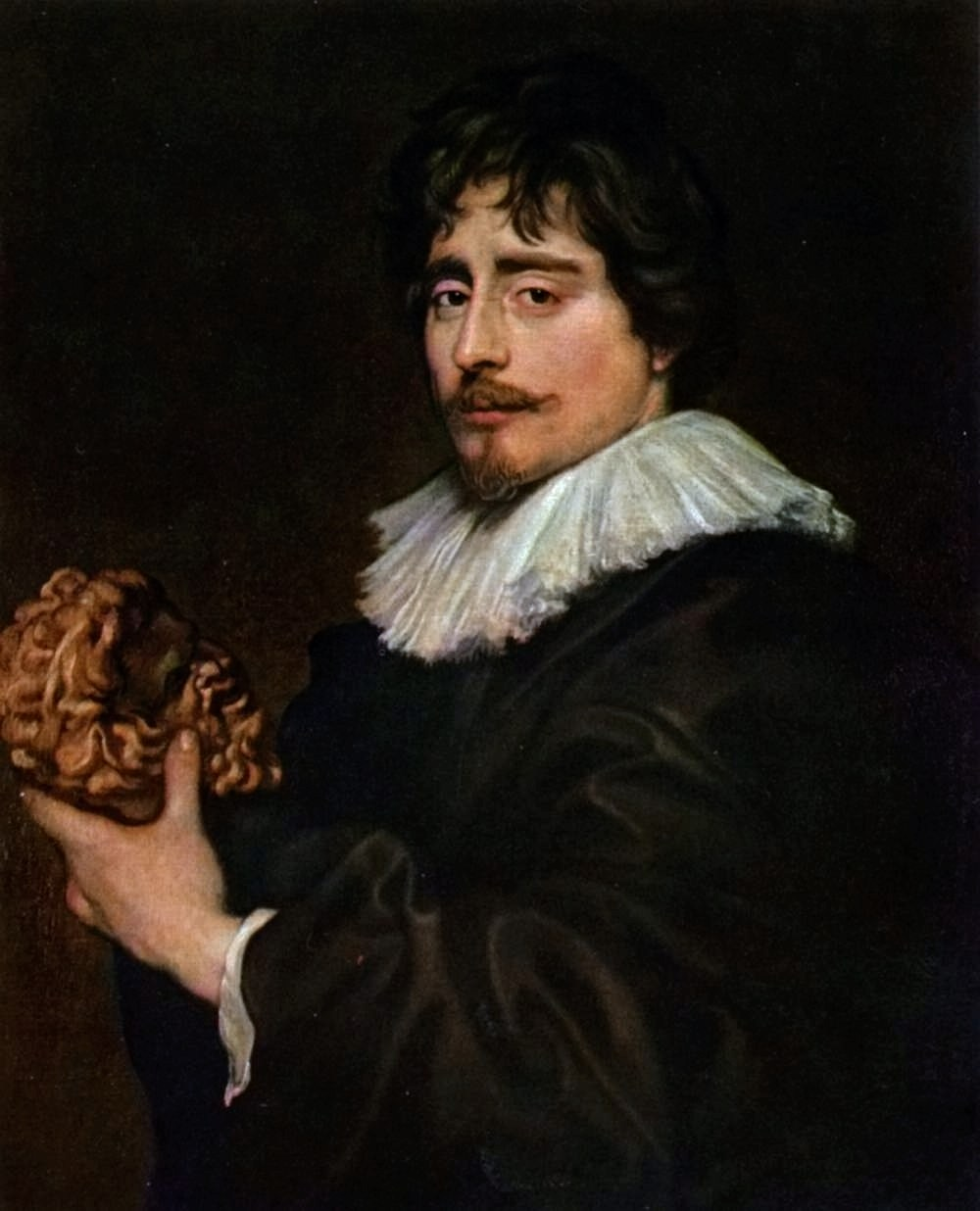
«Скульптор Франсуа Дюкенуа», портрет пензля Антоніса Ван Дейка, Брюссель
«Дружина Рубенса Ізабелла Брант». Вашінгтон.
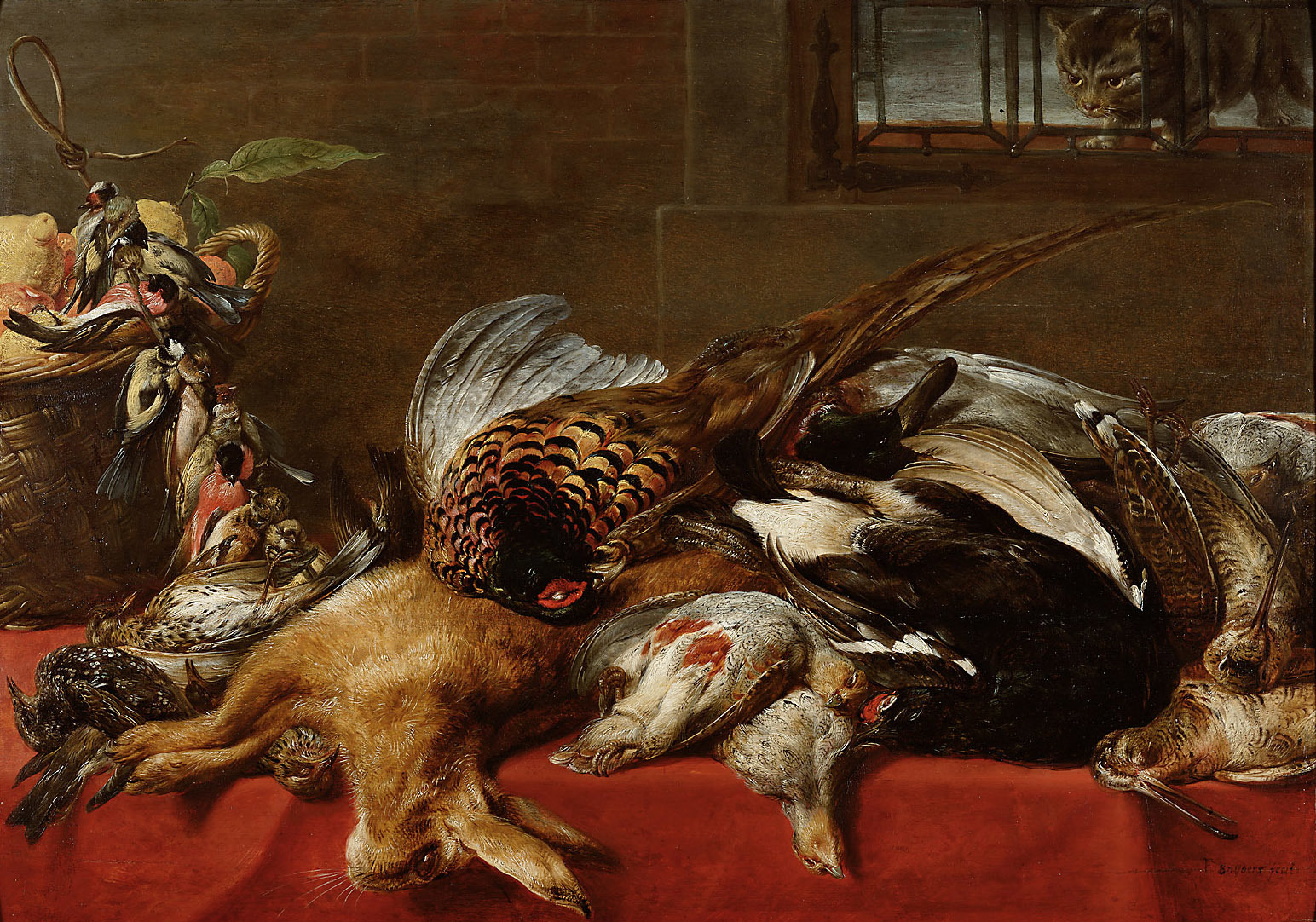
Франс Снейдерс, натюрморт, Відень
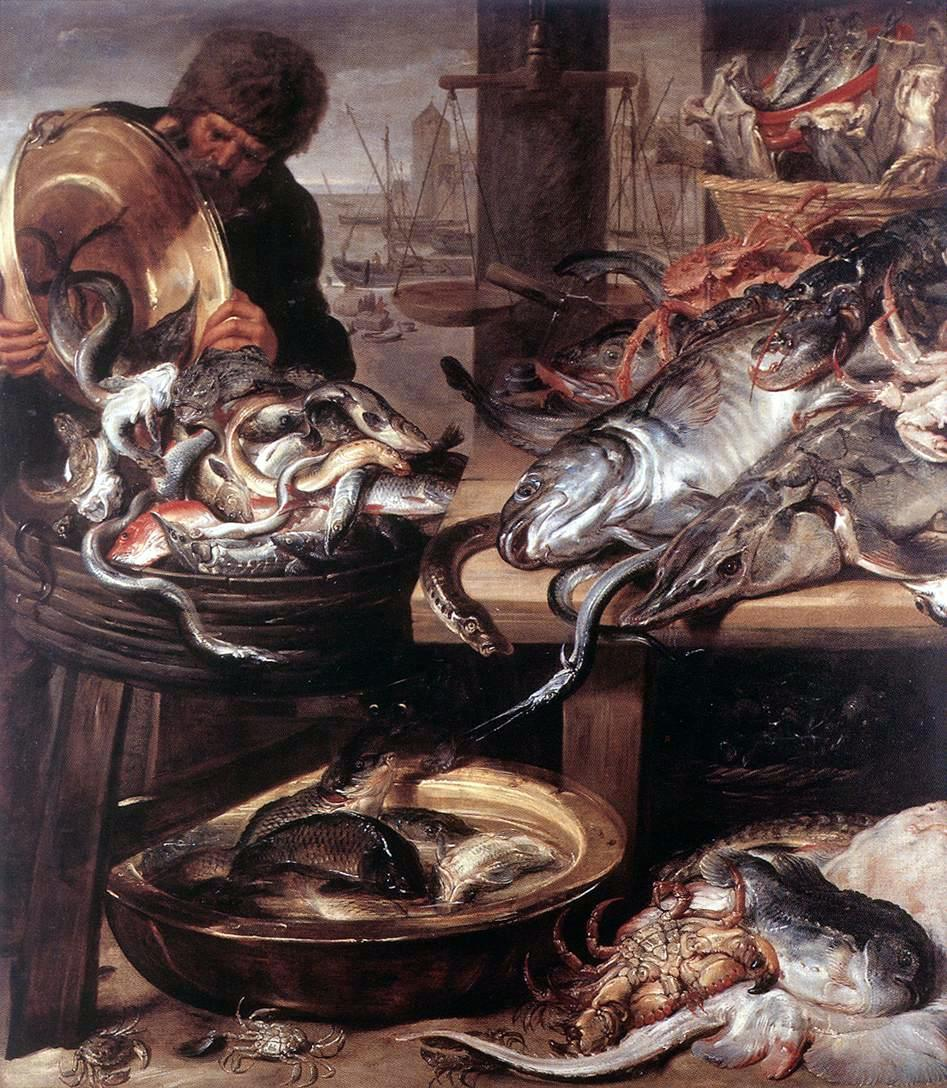
Франс Снейдерс, «Рибна крамничка».

### Барокові арраси

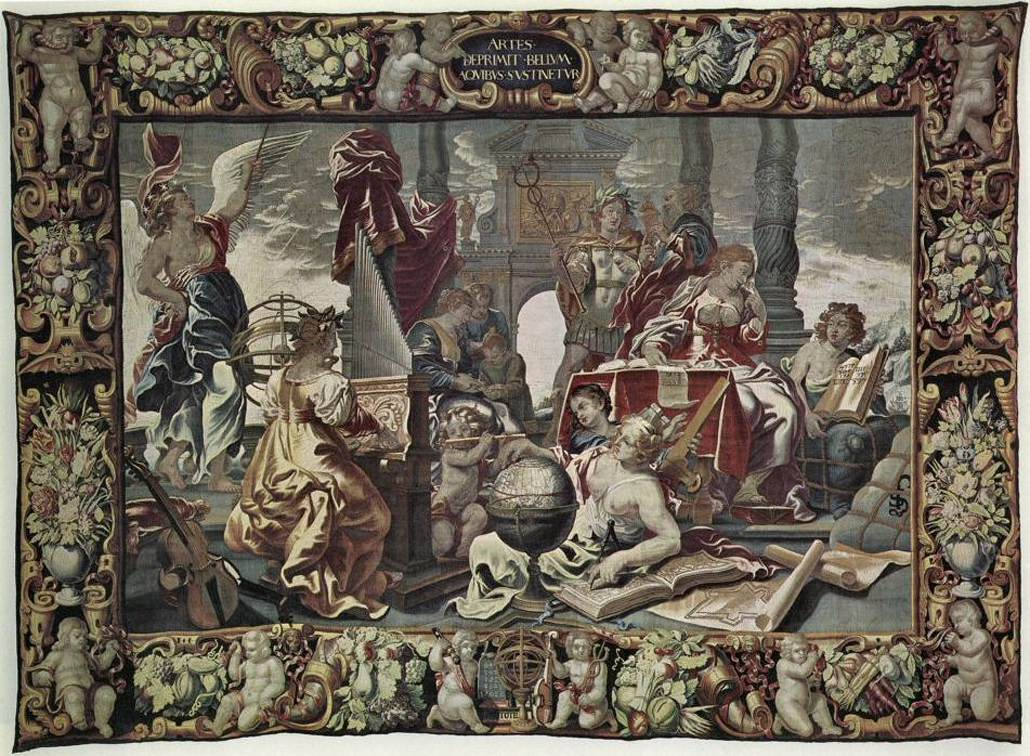
Гобелен Сім вільних мистецтв за картоном Корнеліса Схюта. Брюгге, варіант в Ермітажі

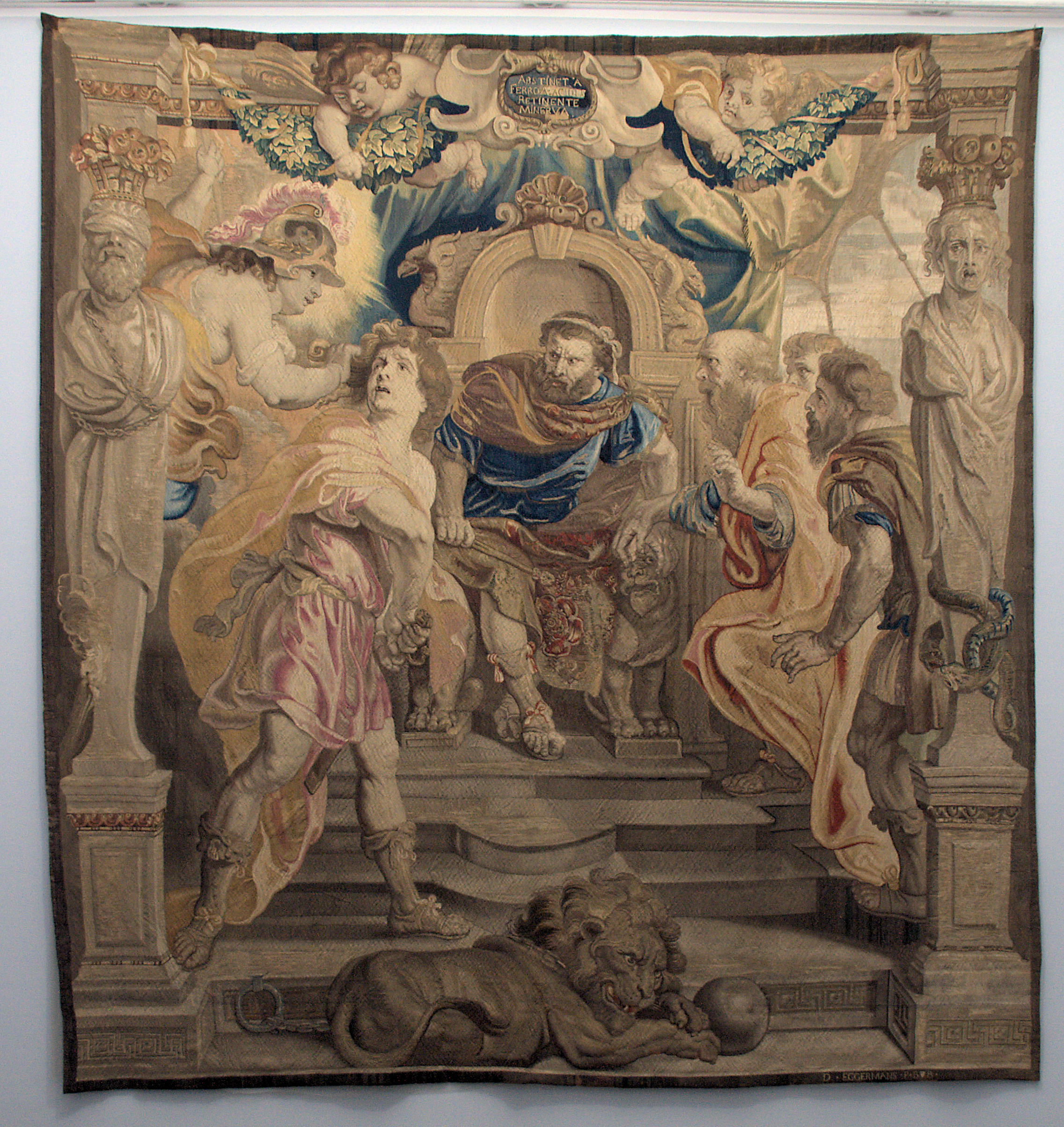
Аррас за картоном Рубенса. Музей Бойманс ван Бенінген, Роттердам

Ніякі витвори мистецтва Фландрії не відомі так широко, як фламандські арраси та гобелени. Наявність дешевої сировини (бавовни та барвників) і високо обдарованих майстрів обумовила появу надзвичайно цінних аррасів, які не що інше як ткані фрески, текстильні стінописи. Слава аррасів Фландрії гримить по всьому світу вже 500 років. Їх могутній розвиток захоплював в свої обійми і видатних живописців Фландрії, що охоче робили картони для створення гобеленів — Лука Лейденський, Пітер Кук ван Альст, Пітер Пауль Рубенс, Корнеліс Схют, Юстус ван Егмонт, Луїс Кузен, Ян Бокхорст тощо). Визнання майстрів килимів-аррасів Фландрії було таким повним, що вони працювали окрім Брюсселя також в Парижі і Римі, визначних мистецьких центрах бароко XVII століття.

## Франція

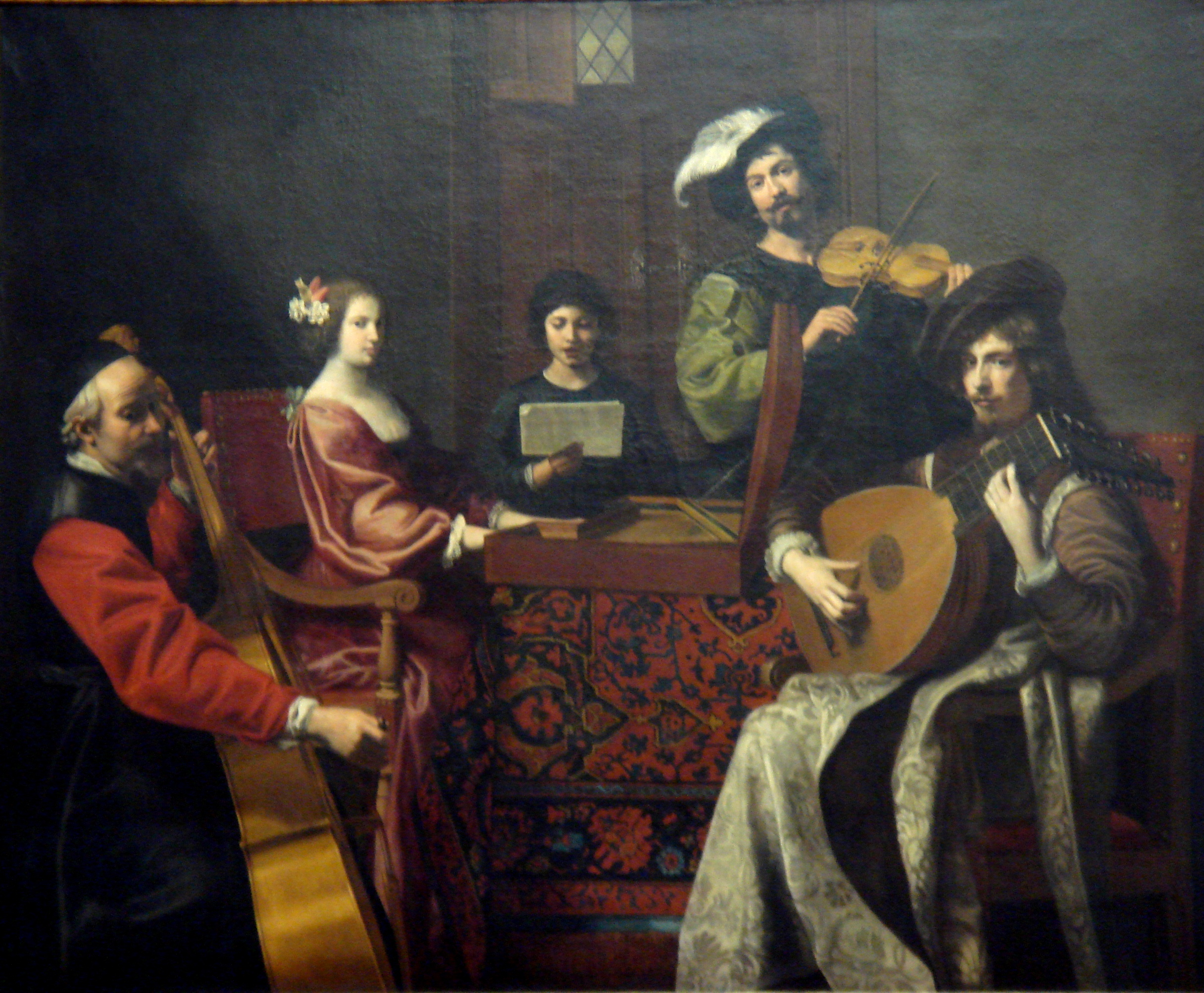
Худ. Ніколя Турньє. Концерт, 1635 р.

Дослідники вважають, що чисті форми бароко існували у Франції лише в добу короля Луї 13-го, офіційного батька короля — сонце. Невелика кількість барокових художників-французів змусила королівський двір звертатись с замовами до фламандців Рубенса і Ван Дейка. Повернення з Риму в Париж Симона Вуе підсилило позиції бароко в живопису Франції. Особливо повно бароко панувало в офіційних портретах і релігійних картинах.
Та бароко (стиль живучій, міцний, всебічний) не зник і після його офіційного закриття у Франції наприкінці XVII століття. Достатньо подивитися на парадні портрети пензля митців Франції: Ларжильєр «Автопортрет з родиною» 1712, Луі Токе «Маркіз Мариньї» 1755, Кантен де Латур «Маркіза Помпадур з нотами» 1755, Наттьє-син «Імператриця Катерина Перша» 1717 — всі барокові.
Бароко не здало позицій і в скульптурі країні(Пюже «Загибель Мілона Кротонського від лева», Куазевокс «Погруддя гравера Одрана»). Чого тільки варте «Погруддя короля Луі 14го» того ж Берніні (шедевр бароко), що було схвально прийняте королем-сонце та розміщене в Версалі, офіційній столиці класицизму Франції.

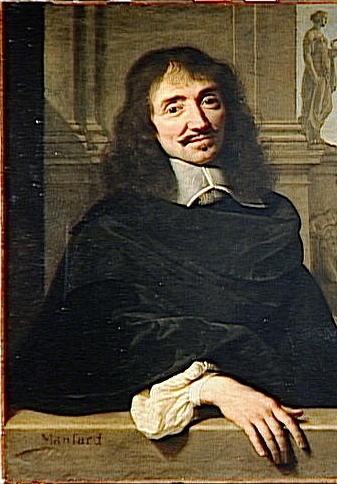
Філіп де Шампень, архітектор Франсуа Мансар
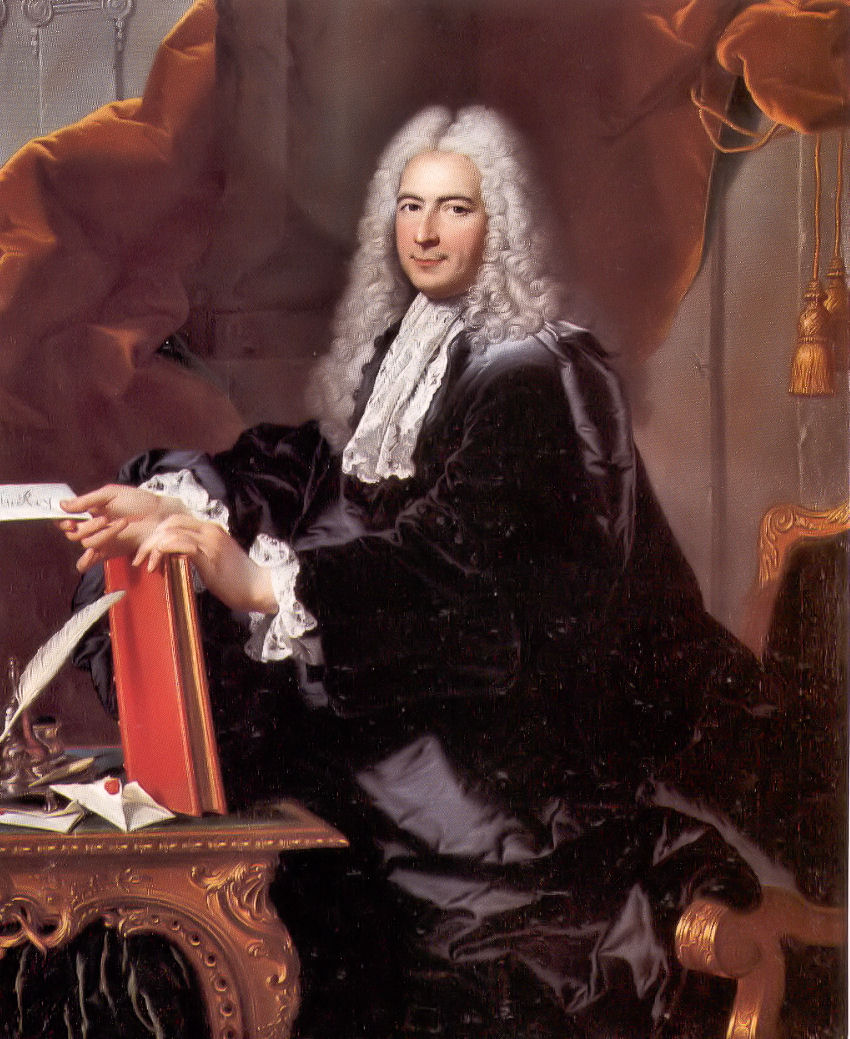
Портрет Філібера Оррі.
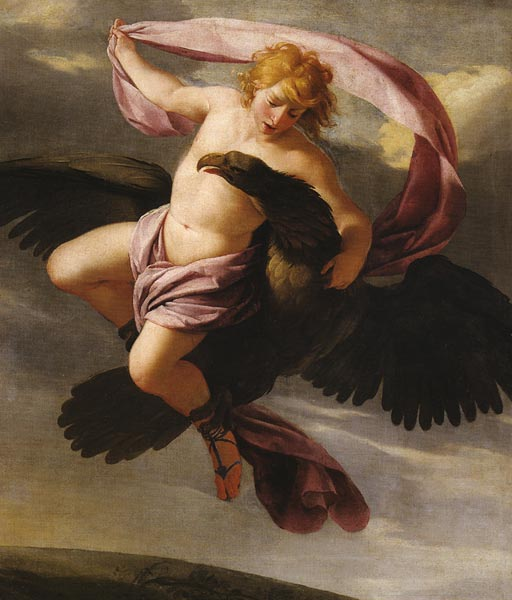
Худ. Есташ Лесюєр. Орел Зевса викрадає Ганімеда.
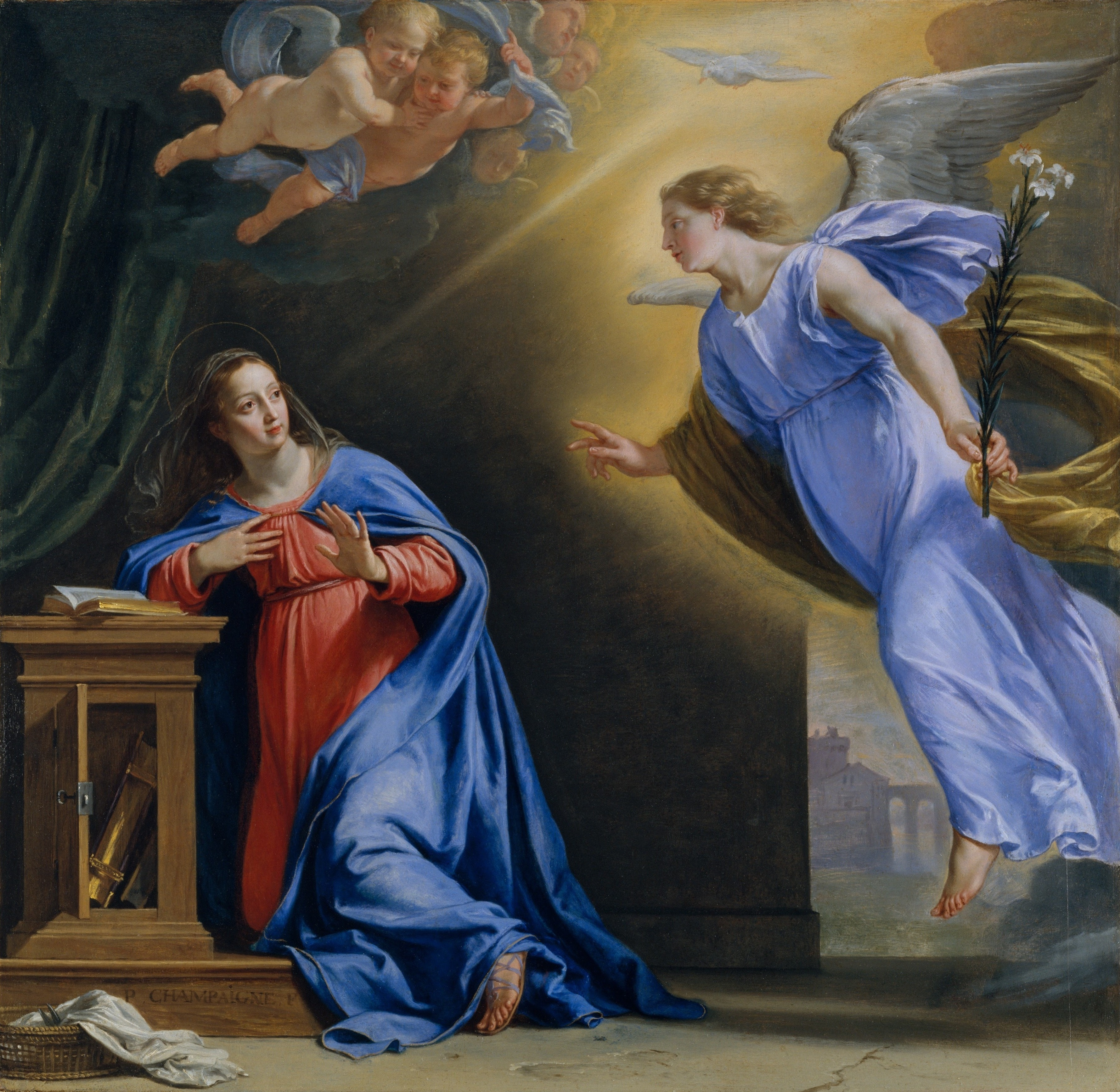
Філіп де Шампень Шампень, Благовіщення. Метрополітен-музей

## Нідерланди

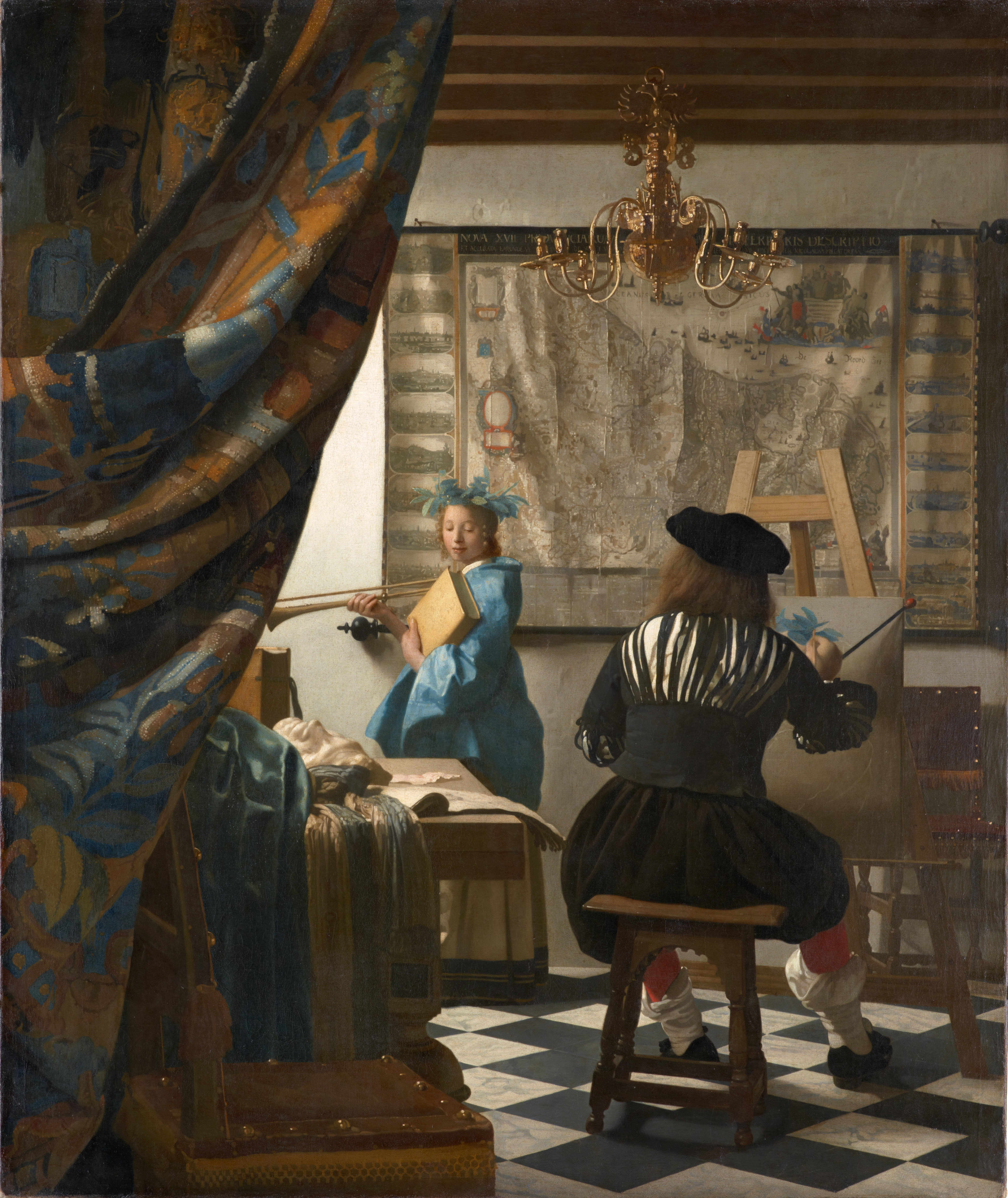
Ян Вермер. Алегорія живопису. Відень, Художньо-історичний музей

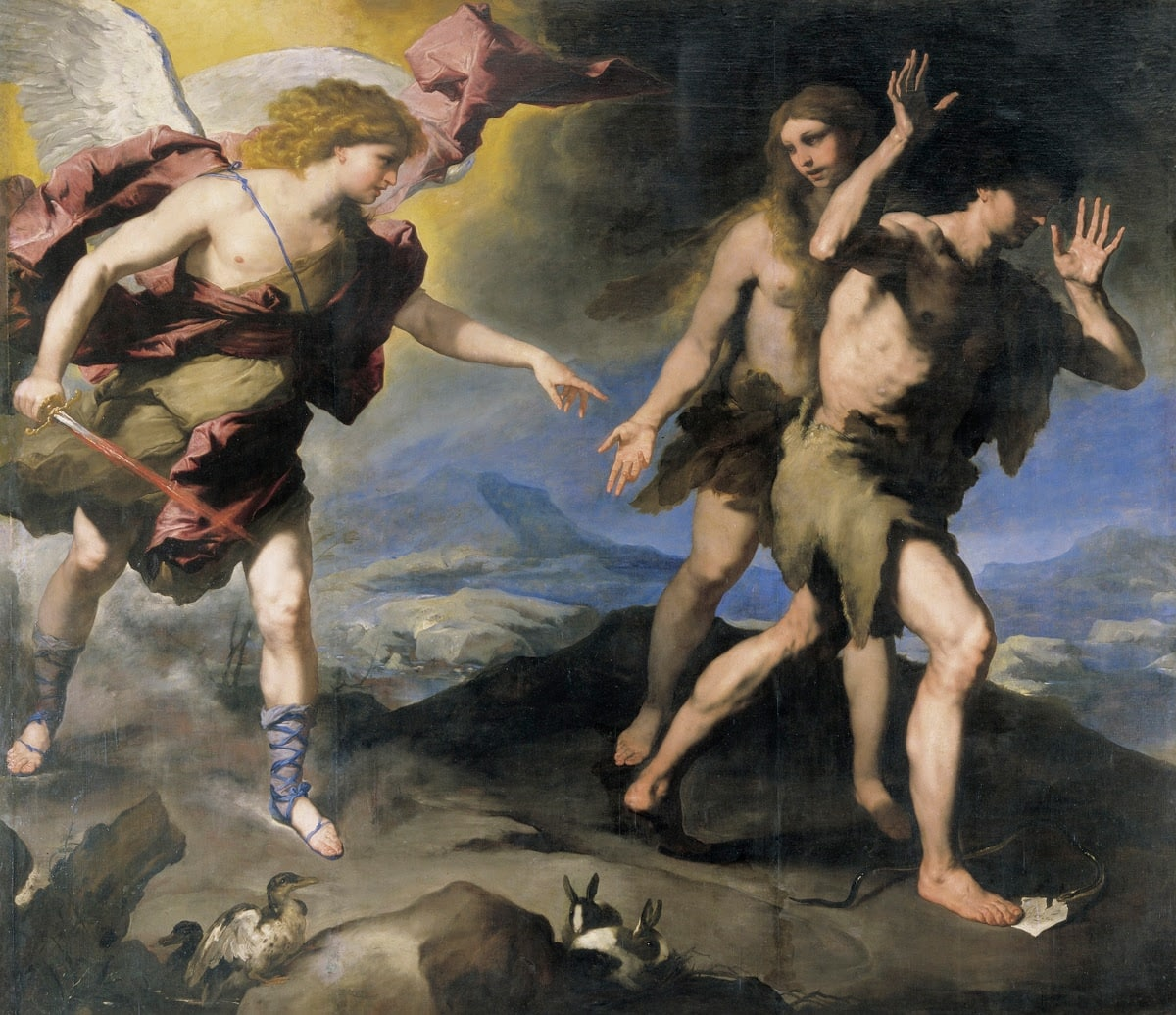
Лука Джордано. «Вигнання з раю»

В Голландії XVII століття склалося декілька художніх шкіл. Найсильніші позиції живопис бароко мав в Утрехті (Тербрюгген , Бабюрен, Матіас Стомер ,Хонтхорст), де панував католицизм в протестантській країні та в Амстердамі.
Найбільшим майстром бароко слід вважати Рембрандта, майже всі ранішні твори якого мають бароковий характер. З часом він повністю покинув барокову естетику заради реалізму як в побутових картинах, так і в портретах. Живопис так званих малих голландців майже весь лежить по-за бароковою естетикою і лише доба бароко і особливого голландського реалізму робить їх сучасниками в часі. Голландія так і не стала осередком бароко, як і Англія або Іспанія, де в формах бароко працювали іноземні майстри з Італії, Фландрії, Голландії.

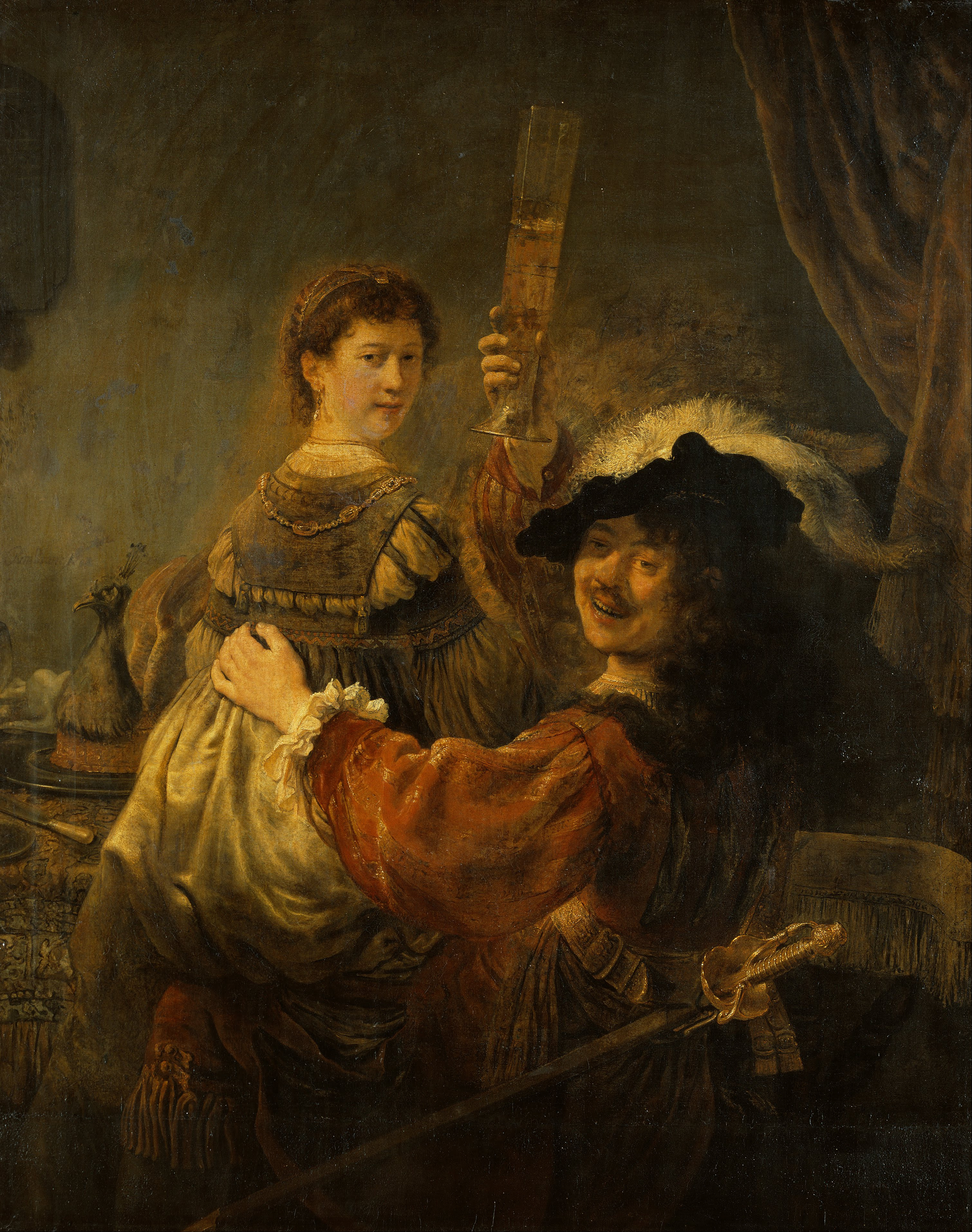
Автопортрет Рембрандта з Саскією на колінах, 1635 р.
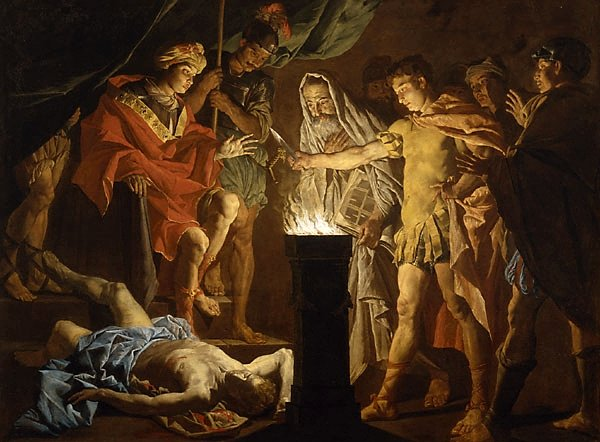
Матіас Стомер. Муций Сцевола.
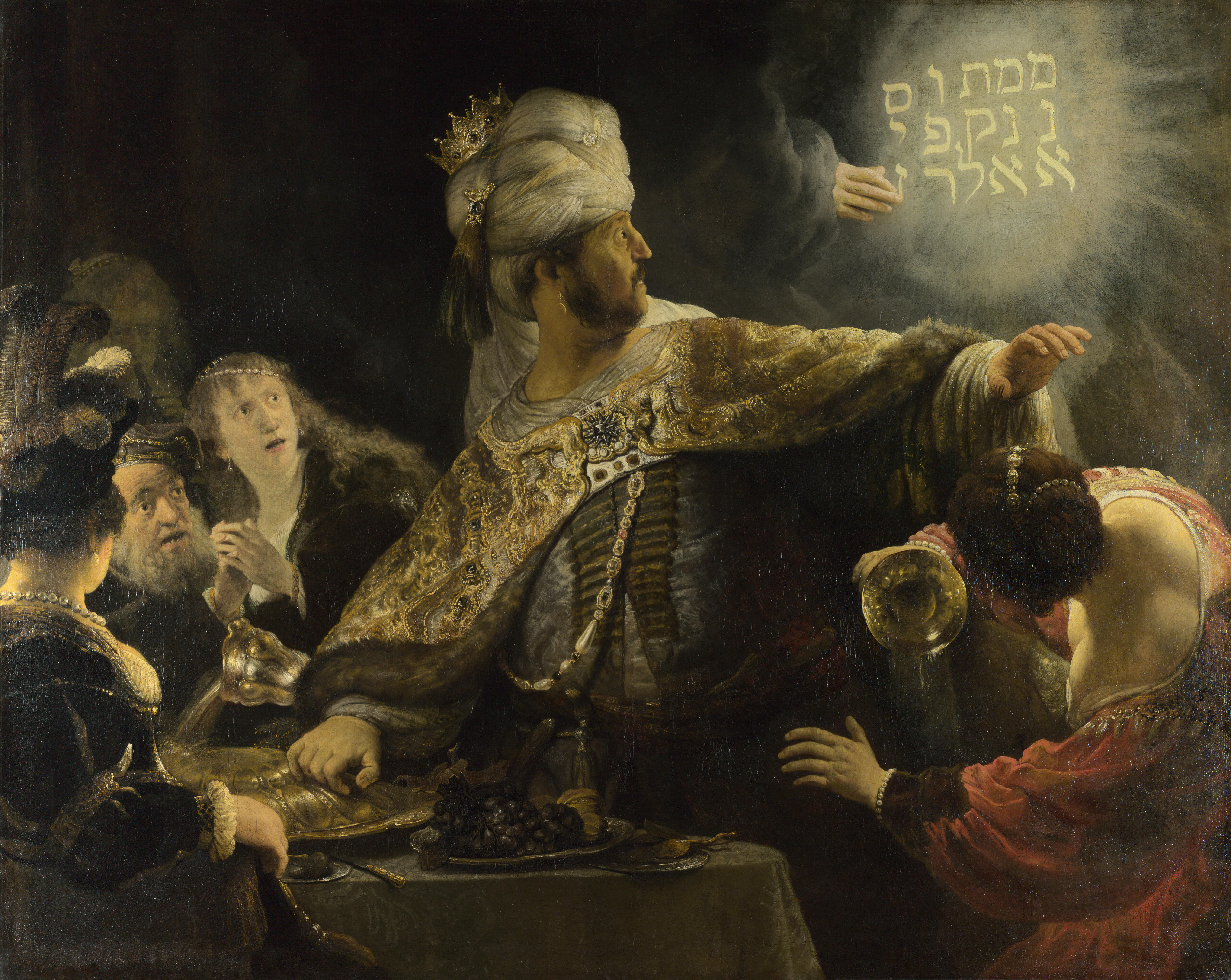
Рембрандт. Бенкет Валтасара.
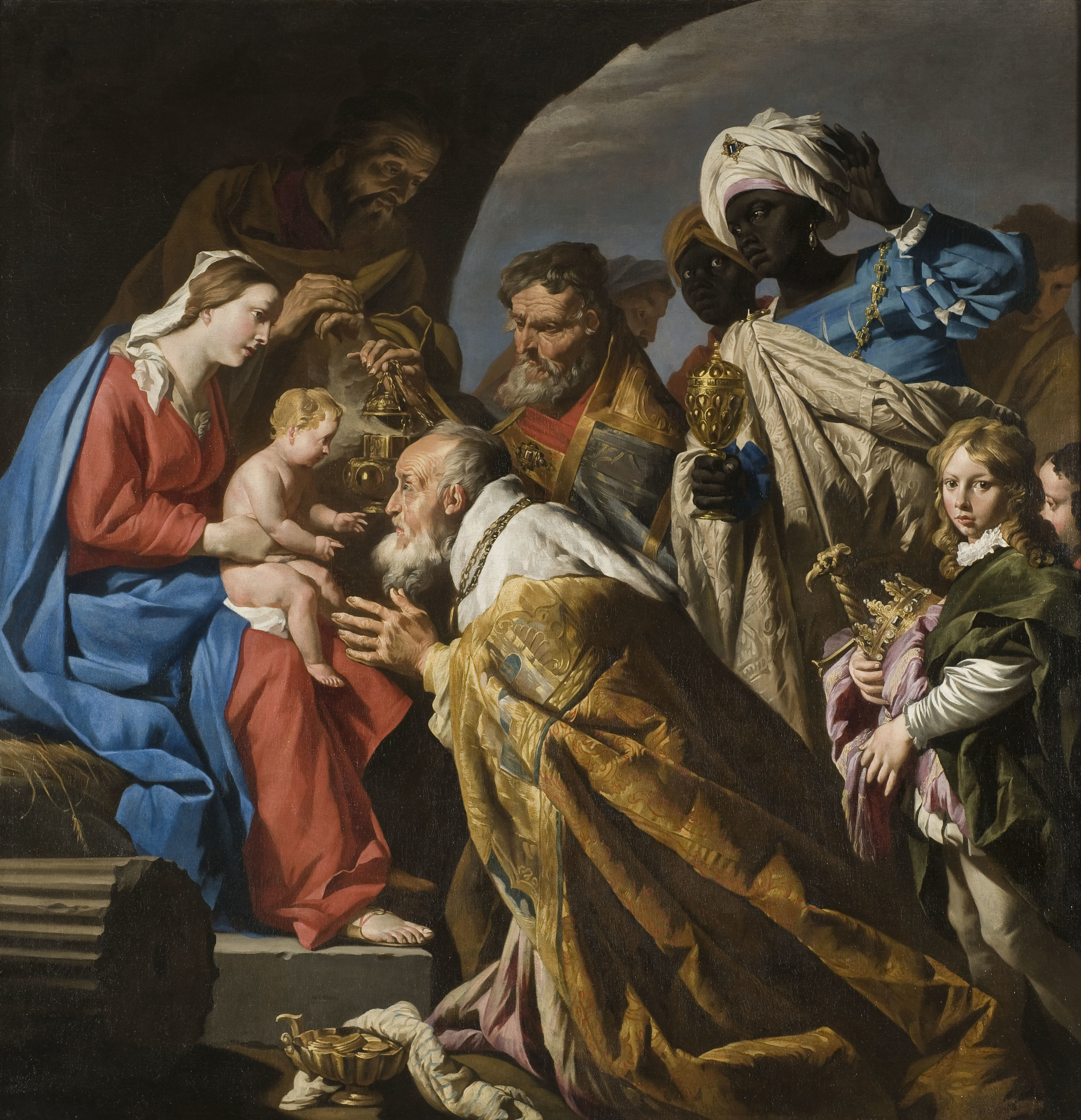
Матіас Стомер. Поклоніння волхвів.